# FC Schalke 04
Maillots
Actualités

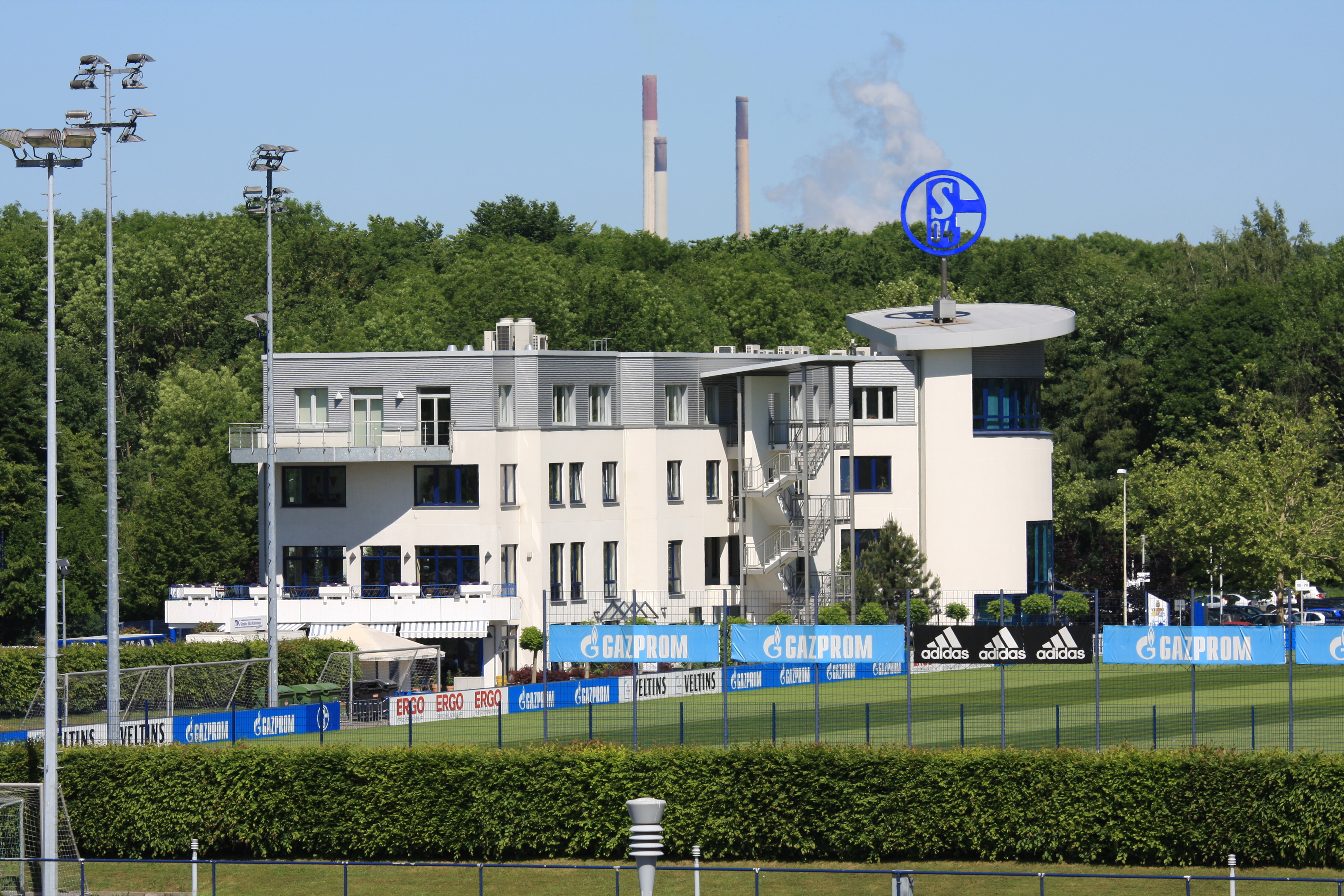
Les bureaux de Schalke 04.

Le Fußball-Club Gelsenkirchen-Schalke 04 e.V. abrégé plus couramment en FC Schalke 04, est un club omnisports allemand fondé le 4 mai 1904, et basé à Gelsenkirchen dans le quartier de Schalke en Rhénanie-du-Nord-Westphalie.
Avec plus de 160 000 membres recensés en septembre 2019, Schalke 04 est le quatrième plus grand club sportif en Allemagne. Il possède également des sections basket-ball, tennis de table, handball, athlétisme et désormais une équipe Esport. La section football est de loin la plus connue.
La Knappenschmiede, nom donné au centre de formation du club ou aux joueurs qui y sont issus, est l'un des plus performants en Allemagne et en Europe.
Le club entretient une très grande rivalité avec le club du Borussia Dortmund, dont les confrontations sont plus connues sous le nom de Derby de la Ruhr, ou Revierderby en allemand.
Depuis la saison 2023-2024, le club évolue en 2. Bundesliga.

## Historique

### Dates marquantes
- 1904 : Fondation du club sous le nom de SC Westfalia 04 Schalke.
- 1912 : Absorption du TV 1877 Schalke.
- 1913 : Scission du SC Westfalia 04 Schalke.
- 1919 : Fusion avec le TV 1877 Schalke en TuS 1877 Schalke.
- 1924 : Le club est renommé FC Schalke 04.
- 1928 : Inauguration du Glückauf-Kampfbahn.
- 1929 : Le club est renommé FC Gelsenkirchen-Schalke 04.
- 1934 : Le club remporte son premier titre de champion d'Allemagne.
- 1937 : Le club remporte sa première Coupe  d'Allemagne.
- 1958 : 1re participation à une Coupe d'Europe (Coupe des clubs champions européens 1958-1959).
- 1973 : Inauguration du Parkstadion.
- 1997 : Le club remporte la Coupe de l'UEFA.
- 2001 : Inauguration de la Veltins-Arena.
- 2007 : Gazprom devient le nouveau sponsor principal du club (contrat estimé à 125 millions d'euros sur cinq ans).
- 2011 : Le club atteint pour la première fois les demi-finales de la Ligue des champions.
- 2022 : Le contrat de partenariat avec Gazprom est résilié à la suite du conflit russo-ukrainien.

### Les premières années (1904-1924)
Le club est fondé le 4 mai 1904 sous la désignation Westfalia Schalke par un groupe de mineurs et arbore pour la première fois des couleurs jaunes et bleu, tout en étant contraint d’évoluer dans une ligue amateur, le club n’étant pas reconnu officiellement. Après plusieurs tentatives ayant échoué le club doit fusionner avec un club de gymnastique, le Schalker Turnverein 1877 en 1912 pour y parvenir.
En 1924 l’association prend fin avec le gymnase et le club prend enfin son nom définitif de FC Schalke 04 et évolue en bleu et blanc, tenue qui leur vaut le surnom de Königsblauen (bleu roi), patronyme qui leur est encore resté aujourd’hui.

### La montée en puissance (1924-1939)
Le club de plus en plus populaire bâtit un nouveau stade, le Glückauf-Kampfbahn en 1928 et remporte son premier championnat d’Allemagne l’année suivante. Toutefois l’année suivante le club est déclassé, car accusé de donner des salaires trop élevés à ses joueurs pour un club amateur. La sanction n’aura que peu d’influence sur la popularité du club.
À la suite de la réorganisation du football allemand sous l’Allemagne nazie, Schalke est versé dans la Gauliga Westfalen, une ligue spéciale pour les clubs les plus performants. Le club de la Ruhr y confirmera sa montée en puissance. De 1933 à 1942, Schalke dispute 14 des 18 finales du championnat et 8 dans le Tschammerpokal, prédécesseur de la coupe d’Allemagne.
Pendant douze ans, le club règne sans partage, réussissant à gagner 162 de ses 189 matchs, faisant match nul à six reprises et ne perdant que deux fois. De 1935 à 1939, le club ne perd pas un seul match de championnat. La domination exemplaire du club lui vaut d’être supporté pour la propagande du régime nazi comme un exemple de la « nouvelle Allemagne ». Toutefois le club doit beaucoup cette période faste à de nombreux joueurs fils d’immigrés polonais, comme Fritz Szepan et Ernst Kuzorra.

### L’après-guerre (1945-1958)
Dans le chaos de l’Allemagne d’après-guerre, Schalke disputa deux matchs en 1945. Progressivement l’équipe se réorganise et continue sur sa lancée après un passage à vide. Il termine troisième en 1954 après un sprint final serré. L’année suivante il est battu en finale de la coupe. Enfin en 1958 Schalke remporte face au SV Hambourg (3-0) le titre de champion. À ce jour il s’agit de son dernier titre, même si le club frôlera de peu le sacre suprême en 2001 et en 2006.

### L’entrée en Bundesliga (1958-1972)
Les bons résultats de Schalke lui valent d’être admis dans la nouvelle ligue de football Bundesliga créée en 1963. Toutefois les débuts sont très difficiles. En 1965 le club n’échappe à la relégation que par l’extension à dix-huit équipes du championnat, contre seize précédemment.
Le scandale de 1971
En 1971, un séisme frappe le football allemand, Schalke étant en plein dans la tourmente. Certains joueurs et dirigeants du club sont en effet accusés d’avoir encaissé des « dessous de table » pour perdre volontairement contre Arminia Bielefeld. Plusieurs joueurs seront ainsi radiés à vie, y compris certains évoluant dans l’équipe nationale de l’époque.
Néanmoins le club se redresse progressivement, ne cédant le titre en 1972 au Bayern Munich qu’en toute fin de parcours. Schalke se console toutefois en remportant la coupe nationale cette année-là.

### Crise et rétablissement (1972-1997)

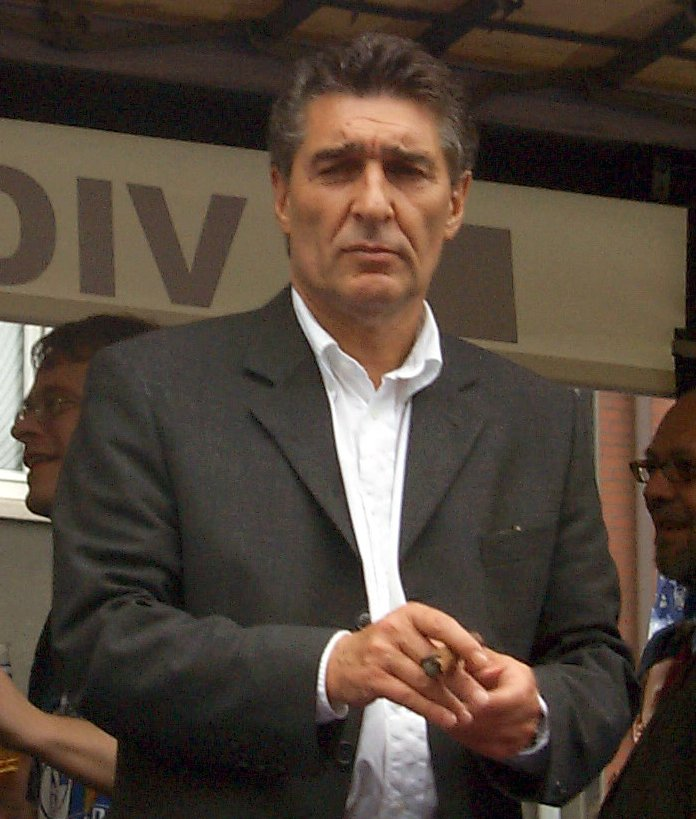
Rudi Assauer

En 1974, le club déménage au Park Stadion spécialement construit pour la Coupe du monde. En 1977, Schalke termine deuxième tout juste à un point du Borussia Mönchengladbach. En 1980 le club connaît une année désastreuse et se voit relégué en deuxième division pour la saison 1981-1982 et encore en 1983-1984 où il réintègre l’élite du football allemand, pour replonger en 1988 à l’échelon inférieur avant de revenir en Bundesliga 1 pour la saison 1991-1992.

#### Vainqueur de la Coupe de l'UEFA 1997
|                                                                         |  |  |
| Composition du match aller (1-0) et match retour (1-0 ap et 1-4 (Tab)). |  |  |

Au tournant du siècle le club subit une transformation complète, passant du statut de club moyen à celui de véritable grande puissance du football allemand. Cette transformation est principalement due à son manager de l’époque, Rudi Assauer, homme d’affaires redoutable. Point d’orgue, la victoire en Coupe de l'UEFA en 1997 face à l’Inter de Milan après une séance de tirs au but. Le club décolle médiatiquement et financièrement.

### Espoirs déçus (1997-2007)
Bien que le club soit devenu très rentable et une équipe de pointe sous l’impulsion de Rudi Assauer, Schalke court désespérément après un titre de champion depuis 1958. Le club le frôle de près en 2001, lorsqu'il est en tête du championnat devant le Bayern Munich lors de la dernière journée. De son côté Schalke semblait avoir fait l’essentiel en battant Unterhaching au cours d’un match électrique, le club étant au départ mené 0-2 avant de s’imposer 5-3. Toutefois entre-temps, le Bayern Munich alors à égalité avec Hambourg parvient à marquer dans les derniers instants du match, arrachant la victoire et le titre.
En 2006-2007, le Bayern Munich passe complètement à côté de sa saison, tout comme un autre grand rival, le Borussia Dortmund. Schalke qui effectue un mauvais départ reprend la tête du championnat et semble batailler avec Werder Brême pour le titre. Ce dernier finit toutefois par s’essouffler en fin de parcours et laisse Schalke 04 filer vers le titre tant convoité. Mais là encore Schalke s’écroule dans la dernière ligne droite. Invité surprise, le VfB Stuttgart revient dans la course, prend la deuxième place et suit Schalke de près. Il ne reste plus que quatre matchs et Schalke semble avoir une fin de calendrier assez facile. Toutefois à la surprise générale les hommes de Mirko Slomka (nommé entraîneur en janvier 2006) s’inclinent contre le modeste VfL Bochum. Schalke conserve la tête pour un point alors qu’il ne reste plus que deux journées à disputer, dont une contre le Borussia Dortmund. Les Königsblauen apparaissent néanmoins confiants. Le 12 mai, Schalke s’incline 2-0, Frei puis Smolarek trouvant la faille dans une défense des visiteurs trop fébriles, les deux buts étant systématiquement inscrits à la suite d'une perte de balle. De son côté Stuttgart ne laisse pas passer sa chance, prenant la tête à la suite d'une victoire ce week-end. Au coup de sifflet final, les joueurs de Schalke sont aussi effondrés que leurs supporters. Ils abandonnent en effet la tête à Stuttgart qui les devance de deux points, leur dernier espoir reposant sur une victoire indispensable contre Arminia Bielefeld et une défaite du leader contre le modeste Energie Cottbus. Schalke l’emportera mais ce ne sera pas suffisant, Stuttgart gagnant son match et conservant sa place de leader et de nouveau champion.
Toutefois Schalke 04 obtient grâce à sa seconde place sa qualification pour la Ligue des champions.

### Retour en C1 et résultats variables (2007-2019)

#### Saison 2007-2008
La saison 2007-2008 est avant tout celle du retour en Ligue des champions. Toutefois, le club de la Rühr n'est pas gâté par son tirage. Son groupe B compte ainsi en plus de lui, Chelsea, Valence et Rosenborg. Cependant, le club espagnol est en grande difficulté et Chelsea commet un faux pas lors de son match initial face aux Norvégiens, et Schalke arrache son billet pour les huitièmes de finale après un véritable parcours du combattant. Six matchs : deux victoires, deux matchs nuls et deux défaites. Les huitièmes de finale disputées contre les Portugais du FC Porto seront également des plus laborieux. S'imposant 1-0 à l'aller, les Allemands ne l'emporteront qu'aux tirs au but au Portugal. Une victoire et une qualification qui tient plus aux parades exceptionnelles réalisées par Manuel Neuer tant les hommes de Mirko Slomka seront dominés tout le long du match retour. Pour les quarts de finale contre le FC Barcelone il n'y aura toutefois pas de miracle : défaites 1-0 à l'aller et au retour. Un parcours finalement satisfaisant dans les faits, même si le bilan chiffré est plutôt famélique. En dix matchs, les Königsblauen ont gagné seulement quatre fois (deux fois contre Rosenborg et deux fois contre Porto si l'on tient compte de la victoire aux tirs au but) et inscrit 6 buts pour 6 encaissés.
En championnat le parcours est assez nuancé. Il y aura des moments de grâce (victoires 4-1 et 3-2 contre le Borussia Dortmund, l'ennemi héréditaire de Schalke), le carton (victoire 5-0, avec un quadruplé de Kuranyi) contre l'Énergie Cottbus, mais aussi des bas, comme la correction subie à Brême (défaite 1-5), ou l'inexplicable couac contre Cottbus lors de la première moitié de saison (défaite 0-1). Le tout sur fond de polémique sur le choix d'un nouvel entraîneur de meilleur standing que Mirko Slomka. Néanmoins Schalke 04 accroche la troisième place finale, lui permettant de disputer la phase préliminaire de la Ligue des Champions 2008-2009. Enfin, financièrement, la saison fut un excellent cru pour le club, avec une explosion des ventes de produits à l'effigie du club (+ 40 % de vente en plus), et de plantureux résultats financiers.

#### Saison 2008-2009
Tenant compte des critiques portant sur la faiblesse de l'effectif, les dirigeants se sont lancés dans un mercato particulièrement actif dès la fin de la saison. Ainsi le défenseur roumain du FC Shakhtar Donetsk, Razvan Rat, a été évoqué comme possible futur joueur de Schalke 04. Toutefois le Roumain prolongea finalement son contrat avec le club ukrainien, mettant un terme aux rumeurs. En revanche les venues de l'attaquant péruvien Jefferson Farfan (PSV Eindhoven) et du Néerlandais Orlando Engelaar sont bien réelles. L'équipe ainsi renforcée débute bien sa présaison, avec notamment une victoire 1-0 face aux Glasgow Rangers lors d'un match amical. Le club a également remporté son match aller face à l'Atletico Madrid 1-0 pour la qualification en Ligue des Champions. Toutefois le match-retour tourne au désastre avec une défaite 4-0, avec notamment un but concédé sur penalty et l'exclusion de Christian Pander. Dès lors Schalke 04 devra poursuivre sa route européenne en Coupe de l'UEFA où il affrontera le Apoel Nicosie. Après s'être qualifié pour la phase de groupe, Schalke est stoppé. Il termine bon dernier de sa poule avec une seule victoire face au Paris Saint-Germain (3-1), un nul contre Santander et deux défaites, contre Manchester City (0-2) et le FC Twente sur le même score. En championnat la saison tourne aussi vite au cauchemar. Malgré une bonne entame (victoire 3-0 sur Hanovre la première journée), Schalke s'effondre vite. Malgré quelques sursauts, le club patine et s'enfonce au classement. À la trêve hivernale du mois de décembre, Schalke 04 occupe une modeste huitième place.
En fait le club est en pleine réorganisation liée au changement d'entraîneur : Fred Rutten faisant le ménage dans l'effectif avec les départs de Lovenkrands, Larsen, Zé Robert II, Varela... De même un nouveau système de jeu davantage tournée sur l'offensive avec en général trois attaquants alignés (là où avant Schalke 04 était plutôt une équipe défensive) pose des problèmes de mise au point, le nouvel entraîneur peinant à trouver un équilibre entre attaque et défense. En plus de difficultés sportives, le club est agité par des problèmes internes avec le licenciement de plusieurs membres du staff technique comme le nutritionniste et le kinésithérapeute du club. En mars 2009 c'est au tours du manager, Andreas Muller, d'être remercié. Le 26 mars 2009, l'entraîneur Fred Rutten, est à son tour limogé.

#### Saison 2009-2010
Dès le licenciement de Fred Rutten, les dirigeants du club se mettent en quête d'un nouvel entraîneur pour la prochaine saison. C'est finalement Félix Magath qui est choisi, celui qui après deux saisons chez les « Loups » a permis au VFL Wolfsburg de devenir champion à la suite d'un parcours exceptionnel. Le nouvel entraîneur s'était mis en quête d'un nouvel employeur à la suite de l'impossibilité pour Wolfsburg de lui accorder la revalorisation salariale qu'il demandait et Schalke 04 ayant les reins plus solides (son budget pour la saison est d'environ 136 millions d'euros) a saisi l'aubaine. En plus d'un salaire plus attractif, Magath cumule les casquettes d'entraîneur, de directeur sportif et de directeur général. La préparation de la saison débuta par une intense mise en condition physique des joueurs, une méthode typique de Magath qui accorde beaucoup d'importance au physique de ses joueurs. Réaliste, Magath déclara que ramener le titre à Gelsenkirchen serait « la mission la plus difficile de sa carrière » et que le club était sportivement dans un « piètre état ».
Le mercato d'avant-saison se signala par le départ de Orlando Engellar qui n'avait jamais réussi à s'adapter au jeu de Schalke 04 et par la venue de jeunes joueurs prometteurs tels que Lewis Holtby et la titularisation de plus en plus fréquente du jeune géorgien Levan Kenia. Certains joueurs sont également recadrés par le nouvel homme fort du club : Kevin Kuranyi est un temps menacé d'être envoyé dans l'équipe B et le médian Albert Streit est exclu momentanément de l'équipe pour manque de discipline. Le système de jeu est remanié et Schalke 04 qui évoluait sous Rutten en 4-3-3 repasse en un classique 4-4-2. La saison débute sur une victoire poussive sur le promu du FC Nuremberg (1-2) qui fera dire à Felix Magath que si le club continuait à jouer comme ça, il ne finirait pas parmi les cinq premiers. L'un des premiers moments forts de la saison est la victoire des Bleus roi contre le Borussia Dortmund (1-0) le 26 septembre 2009 grâce à un but de Jefferson Farfan. S'ajoute également un match nul contre Hambourg : 3-3 à la Veltins Arena le 25 octobre 2009. Le Schalke 04 sera un temps mené 0-2 avant que Kuranyi puis le jeune Schmitz n'égalisent. Hambourg reprendra le dessus avec Berg (2-3) mais Kuranyi, à nouveau, inscrit un but dans les dernières minutes du match permettant à Schalke 04 de tenir le club hanséatique en échec. Le 12 décembre 2009, Schalke s'impose 2-0 face au Werder Brême, prenant ainsi la deuxième place du championnat. La seconde moitié de la saison voit Schalke se battre pour le titre contre le Bayern Munich puisque le Bayer Leverkusen, jusque-là impeccable leader du championnat commence à s'essouffler avant de céder les commandes de la Bundesliga au Bayern Munich suivi par Schalke 04. Néanmoins le club munichois réalise la fin de saison parfaite alors que Schalke pèche par son irrégularité, alternant les performances de haut-vols (victoire contre Dortmund le 26 février, contre Stuttgart le 12 mars ou contre le Bayer Leverkusen le 27 mars) mais s'avère insuffisant contre le Bayern Munich le 3 avril, défaite qui sera suivie d'une autre déconvenue, inattendue, contre Hanovre 96, équipe jusque-là moribonde sur le score de 4-2. Une défaite lors de l'avant-dernière journée contre Brême (0-2) offre finalement le titre au Bayern Munich qui ne peut plus être rejoint.

#### Saison 2010-2011

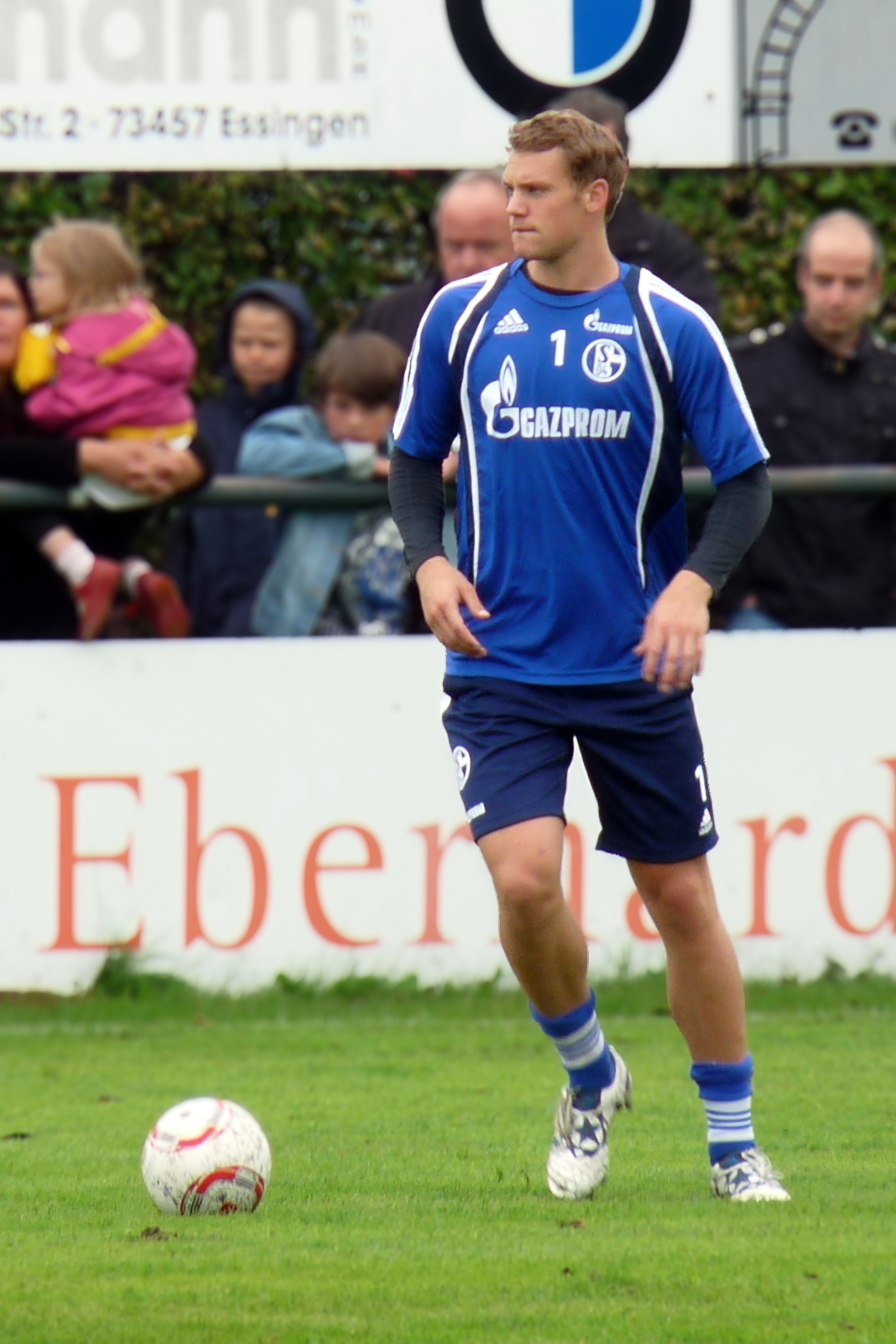
Manuel Neuer, formé au club et grand artisan du parcours en Ligue des champions lors de la saison 2010-2011.

Dès la fin de la saison 2009-2010, Felix Magath poursuit son travail de recrutement commencé lors de son arrivée à Schalke 04 et a fait notamment de Michael Ballack (FC Chelsea) et de Christophe Metzelder (Real Madrid) des priorités pour son équipe en vue de la prochaine saison. Enfin, l'attaquant Kevin Kuranyi met fin à des semaines de spéculations sur son avenir en annonçant son départ pour le Dynamo Moscou, en Russie. Le recrutement de la saison 2010-2011, commence par le transfert du symbole madrilène, Raúl González en fin de cycle avec le club de la capitale espagnole. L'attaquant espagnol constituera donc l'attaque du club avec Jefferson Farfan, le néerlandais provenant du Milan AC arrivé vers la fin du marché des transferts Klaas-Jan Huntelaar le brésilien Edu, transféré la saison passée des Suwon Bluewings (Corée du Sud). En défense Schalke 04 semble s'être déforcé, perdant Heiko Westermann qui signe à Hambourg pour 5 saisons et l'arrière droit Rafinha qui rejoint Gênes en Série A italienne. Malgré tout Schalke enregistre l'arrivée de Christoph Metzelder qui fut longtemps proche d'un accord avec Wolfsburg avant de signer à Gelsenkirchen, rejoignant ainsi Raúl González qui fut également son équipier au Real Madrid. Et l'international japonais Atsuto Uchida débarque de Kashima Antlers pour occuper le côté droit de la défense.
Annoncé comme prétendant au titre suprême, Schalke 04 entame néanmoins sa saison par une défaite face à Hambourg, autre grosse cylindrée de la Bundesliga. Si le score n'a rien de sévère (1-2) le jeu proposé par le club commence déjà à poser question de par son manque flagrant d'automatismes et d'efficacité. Une semaine plus tard Schalke s'incline (1-2) de nouveau, cette fois contre Hanovre 96 qui, pourtant, l'année précédente, avait dû batailler ferme pour éviter la relégation. Le profond remaniement de l'équipe par Felix Magath commence d'ores et déjà à poser question de par sa complexité et son côté radical. Troisième défaite en trois matchs contre Hoffenheim (0-2) quinze jours plus tard, le plus mauvais début en championnat pour le club depuis des décennies. Le 14 septembre c'est un club malade qui se présente à Gerland pour affronter l'Olympique Lyonnais dans le cadre de la phase de groupe de la Ligue des Champions. Vite réduit à dix après l'exclusion de Benedikt Howedes, Schalke 04 s'incline (0-1) sans jamais avoir été en mesure d'inquiéter le club français. Cinq jours plus tard, dans le derby de la Ruhr, le Borussia Dortmund en plein renouveau ne fait qu'une bouchée de Schalke (défaite 1-3) qui se retrouve bon dernier du championnat. Les hommes de Magath relèvent la tête contre Fribourg en enregistrant leur première victoire (1-0) mais retombent dans leurs travers contre Monchengladbach (2-2) avant de « renouer » avec la défaite face à Nuremberg (1-2). En Ligue des Champions contre Benfica pour son deuxième match de groupe, Schalke 04 crée la surprise en s'imposant (2-0) face au club de Lisbonne avant d'enchaîner avec un nul blanc contre Hapoel Tel-Aviv. Le club finit néanmoins sa phase retour de poules de la Ligue des Champions en boulet de canon avec une victoire 3-0 sur Lyon et s'impose pour son dernier match 2-1 contre Benfica, se qualifiant ainsi pour les huitièmes de finale de la compétition.
En championnat le parcours reste chaotique et particulièrement inconstant. Schalke 04 terrasse un Werder Brême en difficulté (4-0) et enchaîne en battant sèchement Lyon (3-0) en match retour de la Ligue des Champions (s'assurant ainsi la première place de leur poule) avant d'être corrigé par le modeste promu Kaiserslautern (0-5) le 27 novembre, soit tout juste une semaine plus tard. À la suite de cette débâcle Félix Magath est convoqué par la direction du club pour un long entretien. L'entraîneur est confirmé dans ses fonctions mais la pression se fait plus forte, pour la première fois un limogeage du nouvel homme fort de Gelsenkirchen ayant été évoqué dans la presse allemande. Le prochain match, contre le Bayern Munich, bien que malade, pourrait bien décider de l'avenir de Magath à la tête du club. Malgré la tension les joueurs de Schalke 04 remportent leur duel (2-0) contre le géant munichois grâce à des buts de Jurado (58e) et Howedes (67e). Malgré ce sursaut indispensable Schalke 04 pointe toujours à la dixième place du classement général.
Les huitièmes de finale de la Ligue des Champions voient Schalke 04 affronter l'équipe espagnole du FC Valence. Le match aller se déroule à Mestalla, antre des Chés et voit les bleus et blancs faire de la résistance, parfois avec chance et surtout grâce à un grand Manuel Neuer, face aux assauts répétés des locaux. L'équipe valencienne ouvrira toutefois le score en première période avant que sur l'une des rares offensives allemandes, Raúl González ne trouve la faille et offre un précieux match nul 1 à 1 à Schalke 04. Le match retour au Veltins Arena dans une superbe ambiance démarrera très mal puisque c'est une nouvelle fois Valence qui ouvrira le score mais les allemands réagiront avec brio entre autres grâce à un coup franc lumineux de Jefferson Farfan, grand artisan de ce qui sera une nouvelle victoire des Konigsblau en Ligue des champions, 3 à 1, et synonyme de qualification pour les quarts de finale. Malgré cette qualification Felix Magath est remercié par le club, les bons résultats européens ne compensant pas le championnat décevant.
Le 5 avril 2011, Schalke 04 crée l'exploit contre le champion d'Europe, l'Inter de Milan, en s'imposant à San Siro 5-2. Le match était très mal engagé pour Schalke car dès la 1re minute de jeu Dejan Stanković lobe Neuer d'une magnifique reprise de volée du milieu de terrain et ouvre la marque. Schalke 04 égalise toutefois sur un corner grâce à Joel Matip (17e). Malheureusement Diego Milito fusille Neuer sur une reprise de l'intérieur du pied (34e) et reprend l'avantage. Schalke 04 continue toutefois à se battre et égalise par Edu (40e). En deuxième période Raúl González à la suite d'un joli contrôle en pivot marque un but pour Schalke qui prend pour la première fois du match l'avantage (53e) puis creusera l'écart sur une erreur du défenseur Andrea Ranocchia qui envoie par accident le ballon dans ses filets (57e), le match tournant ensuite au cauchemar pour l'Inter de Milan. Christian Chivu est ensuite expulsé (61e) laissant son équipe à dix et Schalke 04 confirme sa domination en inscrivant le cinquième but via Edu (75e). Schalke 04 s'assure quasiment une place en demi-finale puisque le club milanais devra s'imposer au moins 4-0 au match retour pour combler son retard. Le 13 avril 2011, Schalke 04 s'impose 2-1 sur sa pelouse contre l'Inter de Milan. En demi-finale, Manchester United élimine Schalke 04 en battant le club 2-0 au stade de Gelsenkirchen, puis 4-1 à Old Trafford. En championnat Schalke 04 termine sa saison a une très mauvaise quatorzième place, la venue de Ralf Rangnick n'ayant pu empêcher la dégringolade du club.
Néanmoins, Schalke 04 sauve son année en Coupe d'Allemagne en remportant la compétition au stade olympique de Berlin le 21 mai 2011 face au MSV Duisbourg. Les hommes de Rangnick mettent d'entrée de jeu la pression sur leur adversaire et, après une première occasion de la tête, Julian Draxler expédie un missile dans les buts de Duisbourg à la 18e minute (0-1). À peine quatre minutes plus tard, Huntelaar bien servi par Farfan prolonge le ballon dans les filets adverses (0-2, 22e minute) et à la 42e, Howedes, sur corner, saute plus haut qu'Yelledell, le gardien de Duisbourg, et propulse le cuir dans les cages adverses (0-3, 42e minute). Le score à la mi-temps est déjà sans appel et Schalke 04 n'a pas vraiment été inquiété jusque-là. Dès la reprise, Jurado passe tout juste à côté du quatrième but qui ne tardera pas à arriver. Servi par Huntelaar, Jurado glisse le ballon juste à côté des jambes de Yelledell pour le 0-4 (55e minute). Huntelaar, encore lui, réceptionne le cuir à la suite d'un cafouillage dans la défense de Duisbourg et inscrit le cinquième et dernier but de la soirée : 0-5 à la 70e. Schalke 04 remporte la Coupe d'Allemagne pour la première fois depuis 2002 et se qualifie du même coup pour la Ligue Europa.

#### Saison 2011-2012

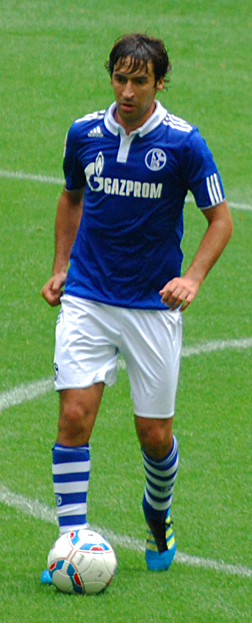
Raúl, ancienne gloire du Real Madrid, finira sa carrière européenne à Schalke entre 2010 et 2012.

La saison 2011-2012 est en revanche bien plus réussie puisque Schalke dispute la troisième place de la Bundesliga au Borussia Monchengladbach et qui est qualificative directement pour la Ligue des Champions. Lors de la 28e journée Schalke lâche un peu de lest en concédant le nul sur la pelouse du TSG Hoffenheim (1-1) mais Monchengladbach ayant été défait la veille à Hanovre (2-1), le club conserve 3 points d'avance sur son rival direct. Schalke 04 assure définitivement sa troisième place lors de la 33e journée de Bundesliga en disposant facilement (4-0) d'un Hertha Berlin quasi condamné à la relégation. Lors de cette rencontre, Huntelaar inscrit un doublé ce qui lui permet de prendre la tête du classement des buteurs (avec 27 réalisations) tandis que Raul et Holtby complètent le tableau. Pour la dernière journée de la saison 2011-2012, Schalke 04 s'impose dans le stade du Werder Brême (3-2). En marquant le deuxième et le troisième but de son équipe, Klaas-Jan Huntelaar finit Torschützenkönig, c'est-à-dire meilleur buteur du championnat avec 29 buts, son concurrent direct Mario Gomez du Bayern Munich étant demeuré muet cette trente-quatrième journée et reste ainsi à 26 réalisations.
Un évènement particulièrement notable est le départ annoncé de Raul, arrivé au terme de son contrat de deux ans. L'Espagnol quitte finalement Schalke 04 pour le club qatari d’Al-Ahly où il a signé pour quatre ans. Arrivé également en fin de contrat, le Péruvien Jefferson Farfan était annoncé comme quittant le club. Il posait en effet, comme condition pour rempiler, une prime à la signature de 14 millions d'euros. Finalement il acceptera la proposition du manageur du club, à savoir un salaire annuel de 6 millions d'euros par saison, son contrat étant prolongé jusqu'en 2016. L'international péruvien assura que son club était « plus attractif que la Juventus. La majorité des stades italiens sont vides. La Juventus est championne d'Italie, c'est une très bonne équipe mais le football pratiqué n'est pas le même », a-t-il dévoilé au magazine Sport Bild. De son côté, le gardien Timo Hilldebrand prolonge son bail à Schalke 04 jusqu'en 2014. Il était arrivé en octobre 2011 en remplacement de Ralf Färhmann, blessé pour une longue période. « Timo nous a sorti des problèmes cette saison et nous lui en sommes reconnaissants. Il a prouvé qu'on pouvait compter sur lui », déclarera le manager du club.
En Ligue Europa, Schalke est versé dans le groupe J avec le FC Steaua Bucureşti, le Maccabi Haifa FC et l'AEK Larnaca FC. Sans surprise, le club termine à la première place de la phase de poule (14 points, 4 victoires, 2 matchs nuls et invaincu) et se qualifie pour les huitièmes de finale où Schalke 04 affronte les Néerlandais du FC Twente. Le premier huitième se déroule le 8 mars aux Pays-Bas. Le match jusque-là en faveur des Allemands bascule à la 61e minute lorsque Joel Matip est expulsé pour une faute inexistante commise dans le rectangle, De Jong se chargeant de convertir le penalty (1-0). Le score ne bougera plus. Au retour toutefois Schalke 04 joue devant son public à l'Arena auf Schalke et se sublime. Le FC Twente prend l'avantage dès la 14e minute par Janssen mais Schalke 04 ne perd pas son sang-froid et déroule : Huntelaar inscrit un triplé et Jones parachève le travail, victoire 4-1, le score cumulé étant de 4-2 en faveur de Schalke 04 qui passe donc en quart de finale.
Pour ce quart, Schalke 04 doit affronter le club basque de l'Athletic Bilbao, d'abord à domicile puis en Espagne pour le match retour. Le 28 mars 2012 les deux équipes s'affrontent lors d'un match très engagé et animé. Si Schalke se montre d'abord le plus entreprenant c'est Bilbao qui ouvre le score à la 20e minute avec Llorente qui reprend un ballon mal négocié par Hilldebrand. Raul égalise quelques instants plus tard (22e) et permet même aux siens de passer devant à la 59e (2-1) mais l'Atletico va continuer à pousser et Schalke 04, très offensif, laisse des espaces derrière dont profitent les Espagnols. Llorente remet les deux équipes à égalité à la 73e sur un coup de pied arrêté parfaitement tiré. De Marcos va lui tromper Mathias Schober (qui est monté au jeu remplacer Hilldebrand, blessé) pour donner l'avantage au sien (2-3) avant que Muniain, en toute fin de match (93e), n'assomme définitivement Schalke 04 (2-4). Le match retour le 5 avril se solde par un nul, 2-2, mettant un terme au parcours de Schalke 04 dans cette Ligue Europa 2012.

#### Saison 2012-2013
L'intersaison qui précède l'exercice 2012-2013 voit l'international japonais Atsuto Uchida prolonger son contrat à Schalke 04 jusqu'au 30 juin 2015, le gardien Lars Unnerstall ayant fait de même peu avant. D'une manière générale le club connaît toutefois pas mal de mouvements au sein de son effectif : Alexander Baumjohann rompt son contrat et rejoint Kaiserslautern en seconde division, Anthony Annan part dans le championnat espagnol où il portera les couleurs du C.A. Osasuna dans le cadre d'un prêt, Edu est prêté à Greuther Fürth jusque fin 2012… En ce qui concerne les arrivés, Schalke 04 se distingue surtout par sa recrue néerlandaise Ibrahim Afellay. Le milieu de terrain est prêté par le F.C. Barcelone.
En championnat d'Allemagne le club faisait sa rentrée le 26 août en se déplaçant à Hanovre 96, une équipe toujours difficile à manœuvrer, surtout lorsqu'elle évolue à domicile. Le club hanséatique confirme sa réputation en contraignant Schalke 04 au partage (2-2) après avoir ouvert la marque à la 43e par Felipe (1-0). Les Konigsblauen réagissent par l'entremise d'Huntelaar et d'Holtby, reprenant l'avantage, mais Nikci force l'égalisation à la 80e. Le deuxième match de la saison se déroule à domicile contre le promu Augsbourg qui ne peut que subir le jeu de Schalke 04 : Papadopoulos (33e), Jones (46e) et Huntelaar (72e) donnent au match une allure de punition (3-0) avant qu'Oehrl ne réduise la marque (3-1), donnant au score son aspect final. Le troisième match de la saison est joué contre le promu de Greuther Fürth et devant Henry Kissinger, ancien secrétaire d’État sous Nixon et natif de la ville. Julian Draxler ouvre la marque en début de seconde période (0-1), Lewis Holtby finissant le travail (0-2). Le 20 octobre est un jour très particulier : celui du fameux Derby de la Ruhr, Schalke 04 se déplaçant au Borussia Dortmund. Un derby que Schalke 04 n'est plus parvenu à remporter depuis les deux ans que le BVB survole la Bundesliga avec deux titres de champion. Toutefois Ibrahim Afellay donne très vite l'avantage aux siens, dès la 14e minute, et place Schalke aux commandes (0-1). Marco Hoger double la mise (0-2) dès le retour des vestiaires (48e) et assoit la domination des visiteurs. Mais le Borussia Dortmund reste dangereux et Robert Lewandowski replace les jaunes et noirs dans la course (1-2). La fin de match est serrée et nerveuse mais Schalke 04 tient le choc et s'impose par le plus petit écart.
Après cette entame de championnat plus que satisfaisante, Schalke 04 commence à fléchir. Le club de la Ruhr multiplie les contre-performances, passant de la 2e à la 7e place au classement général (quatre défaites, deux nuls sur les six derniers matchs). La défaite contre Fribourg (3-1) le 15 décembre sera celle de trop : Huub Stevens, l'entraîneur, est limogé dès le lendemain. « Lors des huit dernières rencontres, l'équipe n'a empoché que cinq points et aborde la pause en septième position de la Bundesliga », expliqua le communiqué officiel.
Son remplaçant est Jens Keller, jusque-là entraîneur des U17.
Le club de Gelsenkirchen connaît également une activité chahutée au sein de son effectif. Klaas-Jan Huntelaar, exceptionnel la saison 2011-2012 est à la peine pour ce nouvel exercice. S'il est toujours efficace en Ligue des Champions, son rendement en championnat (5 buts à la trêve hivernale) est très insuffisant. Pour beaucoup il a perdu son instinct de « tueur » devant le but et de nombreuses rumeurs l'envoient déjà à Arsenal dès l'hiver 2012. Toutefois, à la mi-décembre le Néerlandais prolonge officiellement son contrat jusqu'en 2015. « Je suis reconnaissant à Schalke 04. C’est eux qui m’ont relancé lorsque j’étais en difficulté. Aujourd’hui je suis concentré à fond sur nos objectif notamment en Ligue des Champions où nous avons toutes nos chances de poursuivre l’aventure face à Galatasaray » expliqua l'attaquant.
Récompense de la victoire en Coupe 2011-2012, le club est qualifié d'office pour la phase de groupes de la Ligue des Champions. Le tirage au sort du 30 août le verse dans le groupe B, où il fera face au club anglais d'Arsenal Football Club, au champion français Montpellier HSC et aux Grecs de l'Olympiakos. Le premier match se joue en Grèce contre l'Olympiakos le 18 septembre : Schalke 04 ne rate pas son entrée en matière et s'impose (1-2). Le 3 octobre, le club reçoit le champion de France Montpellier. Malgré la supériorité numérique à la suite de l'exclusion de Bocaly (52e) Schalke 04 se fait rejoindre à la 90e minute, score final de 2-2.
Le match du 24 octobre est un déplacement périlleux à Arsenal FC alors que Schalke n’a jamais gagné de son histoire en Angleterre. Toutefois les Allemands vont profiter du manque de vivacité de leurs adversaires, étrangement passifs, pour imposer leur loi. La première mi-temps est entièrement dominée par Schalke 04 : pratiquement toutes les occasions de but viennent des visiteurs. Si le score est toujours vierge au repos les Anglais sentent qu'ils sont en danger et se ressaisissent en deuxième mi-temps, développant enfin une belle séquence collective avec Cazorla en tant que maestro et qui débouche sur une belle occasion. Toutefois Arsenal perd de nouveau le fil du match et Schalke 04 place l'estocade dans les dernières minutes. Sur un ballon qui traîne aux abords de la surface, Afellay sert Huntelaar de la tête. Le Néerlandais, intercalé entre Mertesacker et Vermaelen, conclut tranquillement de la pointe du pied (0-1 à la 76e). À la 86e Farfan profite d'une perte de balle d'Arsenal pour servir Afellay qui double le score (0-2) et met définitivement le Null Vier à l'abri. Schalke 04 prend seul la tête du groupe B avec 7 points (2 victoires et un nul) devant Arsenal qui compte 6 points.
La phase retour de la Ligue des Champions oppose à nouveau Schalke à Arsenal à la Veltins Arena. Moins en forme qu'à l'aller et face à un Arsenal plus en jambe, Schalke 04 arrive toutefois à obtenir le nul : 2-2.
L'avant dernière journée consiste en un déplacement périlleux pour l'Olympiakos en Allemagne. Schalke 04 se montre dominateur, tente beaucoup mais paie sa maladresse en zone de finition ou l'excellence du gardien nord-irlandais de l'Olympiakos, Roy Carroll. Il faudra attendre la 77e minute et une frappe surpuissante de Christian Fuchs de plus de 35 mètres pour voir les Grecs céder (1-0, score final). Holtby, Farfan, Huntelaar, Draxler, tout le monde s’y était mis à un moment ou à un autre, et cette ouverture du score en fin de rencontre s’avérera finalement méritée. Avec ce succès Schalke 04 prend la tête de son groupe. La dernière journée du 3 décembre voit Schalke 04 se déplacer à Montpellier, déjà éliminé de la compétition. Les Héraultais se battront toutefois avec acharnement, dominant la majeure partie de la rencontre. Le schéma de la partie est clair : les Français tiennent le ballon, les Allemands attendant en défense pour partir en contre. C'est pourtant Schalke 04 qui ouvre le score à la 56e sur une tête de Howedes (0-1) mais Montpellier réplique à peine trois minutes plus tard par l'intermédiaire d'Herrera, justement récompensé pour son activité, et qui s'y reprend à deux fois face au but pour faire fructifier le joli centre de Mounier (1-1, 59e).
Schalke 04 finit premier de son groupe avec 12 points.
Le tirage au sort pour les huitièmes de finale désignera le Galatasaray SK comme adversaire.

#### Saison 2013-2014
La reprise de la saison 2013-2014 Bundesliga commence le 11 août 2013 par la réception toujours difficile de Hambourg. Un match animé qui se terminera sur un score de 3-3 (2-2 à la mi-temps) avec un doublé de Huntelaar et un but de Szalai.Toutefois, dès la semaine suivante, Schalke 04 est étrillé en déplacement (4-0) par Wolfsburg. Les "bleus-rois" n'arrivent pas à se reprendre la semaine suivante : défaite 1-2 contre Hanovre. La rencontre suivante s'annonce déjà cauchemardesque, avec la réception du Bayer Leverkusen, en pleine forme et invaincu jusque-là. Mais Schalke 04 devra vite composer sans son buteur vedette, le Néerlandais Klaas-Jan Huntelaar, blessé après deux journées de championnat à la suite d'une rupture du ligament interne du genou droit en août 2013.
Toutefois le club de Gelsenkirchen a entretemps reçu le renfort de Kevin-Prince Boateng venu du Milan A.C. La présence du Ghanéen de 26 ans fluidifie le jeu de Schalke 04 tandis que Julian Draxler et Jefferson Farfan animent les ailes. À la trentième minute le Péruvien dépose un ballon pour Höger qui reprend de la tête et débloque le score. À la 83e minute Schalke 04 obtient un pénalty convertit par Farfan qui donne le score définitif de la rencontre. Autre arrivée fructueuse, celle de Dennis Aogo de Hambourg qui stabilise une défense jusque-là très perméable.
Mais, globalement, Schalke 04 reste très irrégulier pour cette première moitié de saison, alternant le bon (victoires 2-0 contre le Bayer Leverkusen ou 4-1 contre Augsbourg par exemple) avec des prestations catastrophiques (défaites 0-4 contre le Bayern Munich et 1-3 contre le Borussia Dortmund) et ne dépassera jamais la cinquième place au classement général. Au terme de la seizième journée, alors que le Bayern Munich fête le titre honorifique de champion d'automne, Schalke 04 pointe à une sixième place.
L'entame de la deuxième moitié du championnat après la trêve hivernale marque aussi le retour de Klass-Jan Huntelaar, blessé depuis le début de la saison. Le regain en efficacité est incontestable et Hambourg, premier adversaire de la reprise, en fait les frais, en s'inclinant lourdement à domicile (0-3). Le Néerlandais débloque le compteur à la 34e minute, Farfan et Meyer alourdissant le score. La semaine suivante Wolfsburg en fait les frais de la nouvelle forme de Schalke 04 (battu 2-1), le club de la Ruhr réalisant le triplé contre Hanovre (2-0) la semaine suivante.
La fin de la trêve hivernale et l'entame de la deuxième moitié du championnat voient le retour de Klaas-Jan Huntelaar, jusque-là blessé. Son retour coïncide avec un regain d'efficacité.
Schalke 04 retrouve également une nouvelle fois la Ligue des Champions et est versé dans le groupe E. Les Konigsblauen y affronteront Chelsea, une vieille connaissance, mais aussi le FC Bâle et le Steaua Bucarest. L'entame de la phase de poule commence en force avec un succès 3-0 à domicile contre le club roumain (Uchida 67e, Boateng 78e et Draxler 85e). Le match suivant est déjà plus laborieux même si Schalke parvient à émerger contre Bâle (1-0 en déplacement) grâce à une superbe demi-volée de Draxler en début de seconde mi-temps. À ce stade de la compétition, Schalke 04 est seul en tête de son groupe avec six points sur six, Chelsea ayant été accroché à Bâle. Les deux rencontres suivantes contre Chelsea tournent toutefois à la correction avec deux défaites sur le même score (0-3) à l'aller et au retour. Même si le club de la Ruhr ne déméritera jamais totalement au cours de ces deux rencontres il paiera cher son manque d'efficacité offensive (et sa fébrilité en défense) face au réalisme des attaquants anglais. En retrouvant le Steauea pour son cinquième et avant-dernier match de poule, Schalke espère bien se relancer. C'était sans compter une équipe roumaine motivée et combative, là où les Allemands sont toujours à la peine en attaque. Le nul pourtant logique qui s'ensuit (0-0) conjugué à la victoire surprise (la deuxième) de Bâle contre Chelsea met Schalke 04 en très mauvaise posture. Les Suisses prennent en effet la deuxième place du groupe aux Allemands, Chelsea ayant déjà assuré sa qualification. Avec un point de retard sur Bâle, Schalke 04 sera obligé de l'emporter lors du dernier match pour atteindre les huitièmes de finale. Le match, disputé le 11 décembre 2013, restera surtout dans les mémoires pour la polémique née d'erreurs d'arbitrage réclamées par les Suisses. Tout commence après la demi-heure de jeu, lorsque le juge central prend la décision de brandir un carton rouge à Ivanov (31e), pour une faute presque en position de dernier défenseur. Quelques minutes plus tôt, Höwedes côté allemand, auteur d’une faute presque similaire sur l’attaquant de Bâle, Streller, écopait seulement d'un carton jaune. Une décision qui contraindra Bâle de jouer à dix contre onze pendant presque une heure. En infériorité numérique, les Suisses subiront de plus en plus le jeu des Allemands qui se montrent de plus en plus dangereux. À la 51e minute, Julian Draxler reprend en finesse un centre de Farfan et ouvre le score pour Schalke 04 (1-0). Cinq minutes plus tard (56e) une action très confuse permet à Schalke 04 de doubler le score. Farfan botte un coup-franc en direction de l'entrée du rectangle suisse. Les défenseurs bâlois jouent habilement le hors-jeu mais le juge de ligne laisse l'action se poursuivre (alors que quatre joueurs de Schalke sont en position de hors-jeu) et Matip, complètement esseulé, n'a plus qu'à ajuster calmement Yann Sommer, le portier Suisse (2-0).
Cette victoire discutable permet toutefois à Schalke 04 de prendre la deuxième place du groupe aux Suisses et de se qualifier pour les huitièmes de finale de la Ligue des Champions pour la quatrième fois en sept ans.
Le tirage des huitièmes de finale se montre toutefois beaucoup moins clément. L'adversaire désigné n'est autre que le Real Madrid, emmené par un Cristiano Ronaldo tout juste élu Ballon d'Or. Si les Allemands s'attendaient à un match difficile, personne n'imaginait le massacre de ce 26 février 2014. Si dès la 2e minute, Höwedes inquiétait Iker Casillas sur une reprise de la tête, les Madrilènes se reprirent immédiatement. Par Gareth Bale, positionné côté droit, repiquait dans l’axe, servant Cristiano Ronaldo. Ce dernier talonnait à destination de Karim Benzema (13e) qui, mis sur orbite, ne se faisait pas prier pour faire trembler les filets. 0-1, les Espagnols viraient en tête. De quoi piquer Huntelaar et ses partenaires dans leur orgueil, et Draxler (14e) s’essayait à une tête plongeante à bout portant, qu’Iker Casillas parvenait à détourner remarquablement. Un raté, qui allait se payer cash. Pas là pour plaisanter, le Real Madrid poursuivait sur sa lancée. Benzema, se battant comme un beau diable, récupérait le ballon dans les pieds de Santana, avant de transmettre le cuir à Gareth Bale (22e). L’ailier s’offrait alors un petit festival, laissant sur place deux vis-à-vis avec une facilité déconcertante, avant de ne laisser aucune chance à Ralf Fährmann pour le 0-2. Parfaitement huilé, le rouleau-compresseur madrilène mettait au supplice son adversaire du jour, et Cristiano Ronaldo (32e, 37e, 45e+1) était à deux doigts de corser encore un peu plus l’addition. Au retour des vestiaires, et après ses trois ratés successifs, Cristiano Ronaldo (52e) parvenait enfin à inscrire son nom au tableau d’affichage, exécutant trois passements de jambes avant de crucifier le portier allemand. Schalke 04 n’y était plus, et Madrid s’en donnait à cœur joie, Benzema (57e) se jouant de la défense pour y aller de son doublé. Et si la messe était dite, la démonstration merengue se poursuivait, Bale (69e) puis Cristiano Ronaldo (89e) s’offrant à leur tour le doublé. Et alors que l’arbitre s’apprêtait à clore les débats, Huntelaar (90e+1) sauvait ce qui restait de l'honneur de Schalke 04 avec une superbe reprise de volée. Score final 1-6.

### Un monument en péril (2019-2021)

#### Saison 2019-2020
Pour la saison 2019-2020, Jochen Schneider nomme David Wagner, ancien joueur du club, comme entraîneur. Des joueurs importants sont vendus, à l'image de Breel Embolo et de Yevhen Konoplyanka, qui n'auront finalement jamais vraiment convaincus à Schalke. Ralf Fährmann quant à lui est prêté en Premier League à Norwich City, à la suite de l'émergence d'Alexander Nübel au poste de gardien de but. Amine Harit et Weston McKennie voient leur contrat prolongé et des jeunes joueurs à fort potentiel, dont Ozan Kabak, Benito Raman et Markus Schubert sont recrutés pour renforcer l'équipe. Schalke démarre sa saison par une victoire 0-5 en Coupe d'Allemagne face au SV Drochtersen/Assel. Une semaine plus tard, les Knappen décroche un nul (0-0) sur la pelouse du Borussia Mönchengladbach pour la première journée de Bundesliga. Malgré la défaite face au Bayern Munich la semaine d'après, Schalke réalise une série de 5 victoires consécutives en championnat ensuite. Lors de la trêve hivernale, Schalke pointe à une 5e place plutôt satisfaisante aux vus de la saison passée. Mais cela ne va pas se confirmer en seconde partie de saison. Alexander Nübel refuse de prolonger son contrat et s'engage pour la prochaine saison avec le Bayern Munich. Presque comme élément déclencheur, Schalke commence à payer les erreurs de son ancien directeur sportif Christian Heidel qui avait oublié de prolonger certains contrats. Alexander Nübel se voit retirer son brassard de capitaine et se retrouve relégué sur le banc au profit de Markus Schubert, arrivé cette saison au club. Même si Schalke remporte son premier match de deuxième partie de saison à domicile face au Borussia Mönchengladbach (2-0), il va s'en suivre une série de 7 matchs sans victoires. Schalke ne gagne plus et plus tard, la Pandémie de Covid-19 viendra stopper la saison pour une durée indéterminée. Plus de matchs, plus de billetterie et donc plus de rentrée d'argent, Schalke, déjà instable sportivement, devient également instable financièrement. La saison de Bundesliga qui reprendra bien plus tard en mai, verra les clubs contraints de jouer leurs matchs à huis clos. Pas forcément une situation idéale pour Schalke qui reprendra le championnat par une lourde défaite 0-4 face à son éternel rival, le Borussia Dortmund. David Wagner donne l'impression de ne plus tenir son groupe et ira même jusqu'à réintégrer Alexander Nübel, pourtant devenu indésirable à Schalke, dans le groupe après deux nouvelles défaites face au FC Augsbourg et au Fortuna Düsseldorf. Rien y fait, Schalke ne gagne plus et continue de s'enfoncer au classement. Après une série de 16 matchs sans victoires en Bundesliga, le club termine à une décevante 12e place, ce qui n'est guère mieux que lors de la saison précédente.

#### Saison 2020-2021
Des changements sont attendus pour l'exercice 2020-2021. Dans un premier temps, Schalke doit dégraisser son effectif afin d'améliorer sa situation financière. Weston McKennie possédant une grosse valeur marchande est prêté avec option d'achat à la Juventus et Daniel Caligiuri n'est pas prolongé. Pour se renforcer, Schalke n'a pas d'autres solutions que de se tourner vers des prêts ou des joueurs en fin de contrat. Malgré une saison décevante, David Wagner est maintenu dans ses fonctions d'entraîneur. Après deux revers en autant de journées, une défaite sur le score impressionnant de 8-0 face au Bayern Munich et une défaite 1-3 face au Werder Brême, il est finalement renvoyé le 27 septembre 2020. Jochen Schneider le remplace par Manuel Baum, ancien entraîneur du FC Augsbourg, qui occupait alors un poste de sélectionneur avec les équipes allemandes de jeunes, dans l'optique de casser la mauvaise dynamique du club. Pour son premier match avec son nouvel entraîneur, Schalke est balayé 4-0 par le RB Leipzig. Un nul poussif la semaine d'après face à l'Union Berlin et une nouvelle défaite 3-0 face au Borussia Dortmund ensuite, Schalke n'y arrive plus et pointe à la dernière place du classement à la trêve. Manuel Baum, arrivé 3 mois plus tôt au poste d'entraîneur, n'aura pas pu faire mieux que son prédécesseur. Il est finalement remercié. Le club est alors au plus mal, Jochen Schneider le sait est réagi en nommant le Suisse Christian Gross au poste d'entraîneur pour ce qui s'annonce être une opération survie. Sead Kolašinac, formé à Schalke, qui évoluait à Arsenal depuis 2017 revient au club sous la forme d'un prêt. Klaas-Jan Huntelaar, deuxième meilleur buteur de l'histoire du club, revient lui aussi après avoir trouvé un accord avec l'Ajax Amsterdam. Mais le mal est bien trop profond, Schalke retrouve les terrains le 2 janvier 2021 face au Hertha Berlin et perd une nouvelle fois. Le club qui reste alors sur une série de 30 matchs sans victoires en Bundesliga depuis presque un an n'est plus qu'à un match d'égaler le triste record de 31 matchs de suite sans victoires du Tasmania Berlin. Cependant, ce record ne sera pas battu puisque le 9 janvier 2021, Schalke s'impose 4-0 face au TSG Hoffenheim grâce notamment à un triplé de son jeune attaquant Matthew Hoppe, et remporte enfin son premier match de Bundesliga depuis presque un an, soit le 17 janvier 2020. Le 28 février 2021, au lendemain de la défaite 5-1 face au VfB Stuttgart en championnat, le conseil de surveillance du club décide de rompre avec effet immédiat le contrat de son directeur sportif Jochen Schneider, de son entraîneur Christian Gross, ainsi que de plusieurs membres du staff technique. Le 2 mars 2021, Dimítrios Grammózis est nommé entraîneur. Il s'agit du cinquième entraîneur à s'installer sur le banc de Schalke lors de la saison 2020-2021.
Le 20 avril 2021, Schalke est officiellement relégué en deuxième division après sa défaite 1-0 face à Arminia Bielefeld lors de la 30e journée de Bundesliga. Au soir de leur retour à Gelsenkirchen, les joueurs sont pris à partie par plusieurs centaines de supporters mécontents qui leur lancent des œufs et divers projectiles. À la suite de ces débordements, le direction de Schalke 04 demande une protection policière et laisse la possibilité aux joueurs de ne pas disputer les 4 derniers matches de la saison,.

### Descente et remontée immédiate en Bundesliga (2021-2023)
Avant sa première saison en deuxième division depuis 1990-1991, le club en difficulté financière se sépare de sa section Esport, trente joueurs quittent le club pour quinze nouvelles arrivées. On note le retour de Danny Latza qui sera nommé capitaine, et la venue de Simon Terodde, par trois fois meilleur buteur de la saison en deuxième division. Schalke 04 termine les matchs aller à la 4e place, à trois points des barrages de montée. Après la 25e journée, l'équipe est à la 6e place avec six points de retard sur la place de barragiste. Le club se sépare de Dimitrios Grammozis. Mike Büskens, l'entraîneur adjoint, prend les rênes de l'équipe, avec sept victoires en huit matchs Schalke 04 se retrouve à la 33e journée sur une place de promotion directe, et termine même le championnat à la première place. Simon Terodde est de nouveau le meilleur buteur en 2.Bundesliga, avec 30 buts.
Lors de la saison 2022-2023, Schalke 04 évolue de nouveau dans l'élite du football allemand. Toutefois, le club connait une saison laborieuse en subissant de sévères défaites, notamment contre le RB Leipzig (défaite 1-6) ou encore le Bayern Münich (défaite 0-6). A l'issue de cette saison, le club termine en 17e position et est ainsi relégué en 2. Bundesliga.

### Nouvelle descente en 2. Bundesliga (depuis 2023)
À la suite de sa défaite face au RB Leipzig le 27 mai 2023 lors de l'ultime journée de Bundesliga (défaite 2-4), Schalke 04 évolue en 2. Bundesliga pour la saison 2023-2024, seulement 1 an après l'avoir quitté.

## Palmarès
- Article détaillé : Bilan saison par saison de Schalke 04

| Compétitions nationales | Compétitions internationales |
| - Championnat d'Allemagne (7) - Champion : 1934, 1935, 1937, 1939, 1940, 1942 et 1958 - Vice-champion : 1933, 1938, 1941, 1972, 1977, 2001, 2005, 2007, 2010 et 2018 - Troisième : 1996, 2008, 2012 et 2014 - Coupe d'Allemagne (5) - Vainqueur : 1937, 1972, 2001, 2002 et 2011 - Finaliste : 1935, 1936, 1941, 1942, 1955, 1969 et 2005 - Coupe de la Ligue (1) - Vainqueur : 2005 - Finaliste : 2001, 2002 et 2007 - Supercoupe d'Allemagne (1) - Vainqueur : 2011 - Finaliste : 2010 - Championnat d'Allemagne de deuxième division (3) - Champion : 1982, 1991 et 2022 - Vice-champion : 1984 - Oberliga Ouest (6) - Champion : 1929, 1930, 1932, 1933, 1951 et 1958 - Championnat de Westphalie (11) - Champion : 1934, 1935, 1936, 1937, 1938, 1939, 1940, 1941, 1942, 1943 et 1944 | - Ligue des champions - Demi-finaliste : 2011 - Coupe d'Europe des vainqueurs de coupe - Demi-finaliste : 1970 - Coupe de l'UEFA (1) - Vainqueur : 1997 - Demi-finaliste : 2006 - Coupe Intertoto (2) - Vainqueur : 2003 et 2004 |

### Adversaires européens
- Borussia Mönchengladbach
- Arsenal FC (à 2 reprises)
- Chelsea FC (à 2 reprises)
- Manchester City (à 3 reprises)
- Manchester United
- SV Pasching
- Red Bull Salzbourg
- RSC Anderlecht
- FC Bruges
- FK Homiel
- Levski Sofia
- Slavia Sofia
- AEK Larnaca
- APOEL Nicosie (à 2 reprises)
- Dinamo Zagreb
- Hajduk Split
- NK Kamen Ingrad
- Brøndby IF
- Esbjerg fB
- Heart of Midlothian
- Athletic Bilbao
- Espanyol Barcelone
- FC Barcelone
- Atlético Madrid
- Real Madrid (à 2 reprises)
- RCD Majorque
- Racing Santander
- Séville FC
- CD Tenerife
- Valence CF (à 3 reprises)
- HJK Helsinki
- Olympique lyonnais
- Montpellier HSC
- AS Nancy-Lorraine
- OGC Nice
- Paris Saint-Germain
- Olympiakós
- Panathinaïkos
- PAOK Salonique (à 2 reprises)
- Asteras Tripolis
- Ferencváros
- Maccabi Haïfa
- Hapoël Tel-Aviv
- Cork Hibernians
- Shamrock Rovers
- AC Milan
- Inter Milan (à 3 reprises)
- US Palerme
- Liepājas Metalurgs
- Vardar Skopje
- Dacia Chișinău
- Rosenborg BK
- Ajax Amsterdam
- PSV Eindhoven
- Feyenoord Rotterdam
- Roda JC
- FC Twente (à 2 reprises)
- Legia Varsovie
- Wisła Cracovie
- SC Braga
- Benfica Lisbonne
- FC Porto (à 2 reprises)
- Sporting CP
- Steaua Bucarest (à 2 reprises)
- FK Krasnodar
- Lokomotiv Moscou
- IFK Norrköping
- FC Bâle (à 2 reprises)
- NK Maribor
- Slavia Prague
- Sparta Prague (à 2 reprises)
- Slovan Liberec (à 2 reprises)
- Viktoria Plzeň
- Fenerbahçe SK
- Galatasaray SK (à 2 reprises)
- Trabzonspor
- Chakhtar Donetsk (à 2 reprises)

## Identité visuelle

### Historique des logos
Le logo est composé d'une partie intérieure quasi circulaire représentant la lettre « G » pour Gelsenkirchen (ville où se situe le quartier de Schalke). Sur la partie centrale représentée en forme de marteau (un des outils utilisés dans les mines de charbons), on y trouve également la lettre « S » pour Schalke (nom du quartier où le club est installé) et en dessous les chiffres 0 et 4 qui rappellent la date de fondation du club.

Historique des logos de Schalke 04
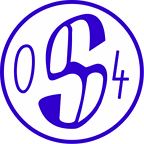
1924-1945
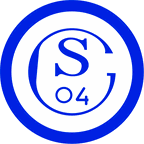
1945-1958
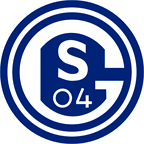
1958-1960
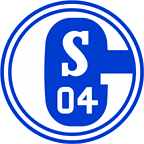
1960-1978
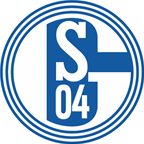
1978-2000
Depuis 2000

### Équipementiers et sponsors
| Période     | Équipementier                                                      | Sponsor maillot      | Branche                         |
| ----------- | ------------------------------------------------------------------ | -------------------- | ------------------------------- |
| 1963–1978   | Adidas (quelques apparitions de la marque filiale d'Adidas, Erima) | sans sponsor maillot |                                 |
| 1978–1979   | Adidas (quelques apparitions de la marque filiale d'Adidas, Erima) | Deutsche Krebshilfe  | Organisation à but non lucratif |
| 1979–1983   | Adidas (quelques apparitions de la marque filiale d'Adidas, Erima) | Trigema              | Fabricant de vêtements          |
| 1983–1986   | Adidas (quelques apparitions de la marque filiale d'Adidas, Erima) | Paddock’s            | Fabricant de vêtements          |
| 1986–1987   | Adidas (quelques apparitions de la marque filiale d'Adidas, Erima) | Trigema              | Fabricant de vêtements          |
| 1987–1988   | Adidas                                                             | Dual                 | Électroménager                  |
| 1988–1991   | Adidas                                                             | RH Alurad            | Pièces automobile               |
| 1991–1993   | Adidas                                                             | R’activ              | Produits laitiers               |
| 1993–1994   | Adidas                                                             | Müller               | Chaîne de supermarchés          |
| 1994–1997   | Adidas                                                             | Kärcher              | Équipements de nettoyage        |
| 1997–2001   | Adidas                                                             | Veltins              | Marque de bière                 |
| 2001–2006   | Adidas                                                             | Victoria             | Compagnie d'assurance           |
| 2007–2018   | Adidas                                                             | Gazprom              | Industrie gazière               |
| 2018–2022 * | Umbro                                                              | Gazprom              | Industrie gazière               |
| 2022        | Umbro                                                              | Vivawest             | Immobilier                      |
| 2022–2023   | Adidas                                                             | MeinAuto.de          | Site de vente de voitures       |
| 2023–2024   | Adidas                                                             | Veltins              | Marque de bière                 |
| 2024–       | Adidas                                                             | SUN Minimeal         | Compléments alimentaires        |

* Le contrat avec Gazprom qui devait initialement courir jusqu'en 2025 est rompu en février 2022 à la suite de la guerre en Ukraine.

## Infrastructures

### Stades
Schalke 04 a connu trois stades dans toute son histoire, le Glückauf-Kampfbahn (en), le Parkstadion et la Veltins-Arena.

#### Glückauf-Kampfbahn (1928-1973)
Premier stade historique de Schalke 04, le Glückauf-Kampfbahn (en) commence à être construit en août 1927 sur le site d'une ancienne mine. L'inauguration a lieu le 2 septembre 1928 et est marquée par l'organisation de diverses activités comme un match de handball, une compétition d'athlétisme et un match de football contre le Tennis Borussia Berlin, que Schalke 04 remporte 3-2. Ce n'était toutefois pas le premier match de football à être organisé sur le nouveau terrain, puisque le 25 août 1928, Schalke 04 y affrontait le SpVgg Sülz 07.
Initialement conçu pour n'accueillir que des spectateurs debout, le stade est finalement doté de 1.200 sièges quelques semaines avant l'inauguration, ce qui était un luxe pour l'époque. En 1931, 70.000 spectateurs se rendent au Kampfbahn Glückauf - qui théoriquement ne peut en accueillir que 34.000 - pour assister au match contre le Fortuna Düsseldorf. En 1936, une tribune supplémentaire est construite, mais le stade resta toujours trop petit pour accueillir toute l'affluence lors des matches.
Gelsenkirchen, situé dans la région industrielle de la Ruhr, n'échappa pas aux bombardements alliés lors de la Seconde Guerre mondiale, et le stade est presque entièrement détruit fin 1944. Reconstruit dans l'immédiat après-guerre, le Kampfbahn Glückauf n'évolua pas fondamentalement, malgré quelques aménagements comme des guichets en 1950 et des projecteurs en 1956.
La dernière journée du championnat 1972-1973 fut celle du dernier match disputé dans cette enceinte. Ce jour-là, Schalke 04 affronte Hambourg SV et s'impose 2-0. La saison suivante, Schalke 04 déménage dans le nouveau Parkstadion.
À la fin des années 1980, le stade est partiellement démoli, à l'exception de la tribune centrale qui est classée comme bâtiment historique. Ne pouvant plus accueillir que 11.000 spectateurs, le Kampfbahn Glückauf sert jusqu'en 2006 pour accueillir les équipes de jeunes du club.

#### Parkstadion(1973-2001)
En 1973, le club inaugure le Parkstadion qui, initialement, aurait dû s'appeler Ruhrstadion avant que ce nom ne soit adopté par le stade du VfL Bochum. Il avait été prévu que les tribunes soient couvertes par un toit en toile, comme le Stade olympique de Munich, mais cette option est écartée pour des raisons de coût. Pouvant accueillir initialement 70.600 spectateur, cette capacité descendra ensuite à 62.004 à la suite de la rénovation de 1998.
Le Parkstadion accueillit également des matches de l'équipe nationale allemande (notamment lors de la Coupe du Monde de 1974, des matches de Coupes d'Allemagne et divers événements, dont une messe papale en 1987. Mais commençant à présenter des signes d'usure, le remplacement du Parkstadion est annoncé en 1989 par le président du club de l'époque Günter Eichberg, l'inauguration du nouveau stade étant prévue pour 1992. Il faudra toutefois attendre encore 9 années pour qu'un nouveau stade voit le jour : la moderne Veltins-Arena. Le dernier match officiellement disputé dans le Parkstadion opposera Schalke 04 à Heracles Almelo, le 9 octobre 2008.

#### Veltins-Arena(depuis 2001)

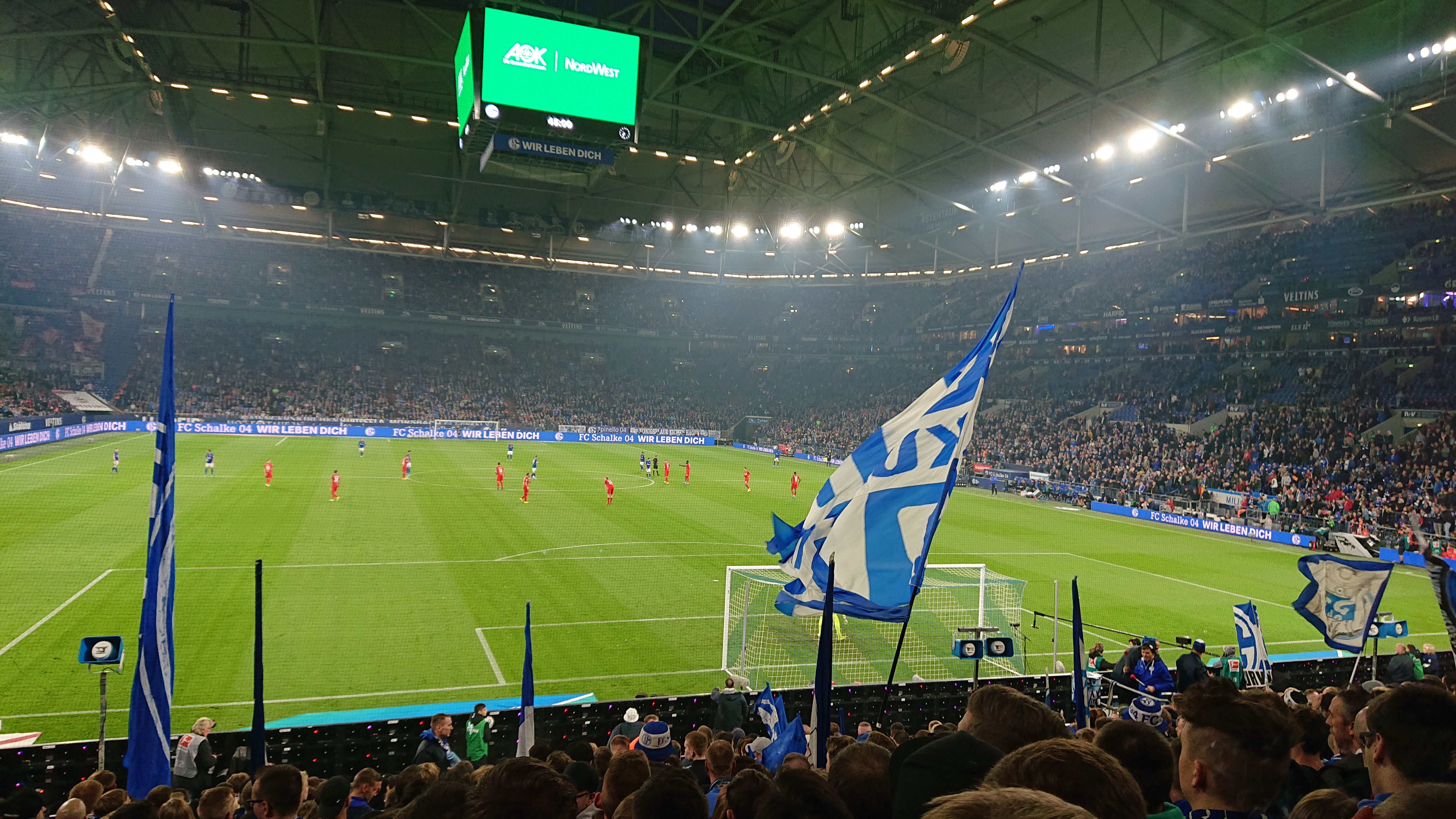
La Veltins-Arena.

Schalke joue ses matchs à la Veltins-Arena, également appelée Arena AufSchalke, située Ernst-Kuzorra-Weg 1, 45891 Gelsenkirchen et inaugurée en 2001. L'Arena AufSchalke est construite à proximité de l'ancien stade, sur des terrains appartenant au club. La capacité s'élève à 61.482 spectateurs lors des rencontres du championnat allemand, ramenée à 53.994 pour les matchs internationaux. Dans cette configuration l'Arena AufSchalke ne propose plus que des places assises. Les deux étages de tribunes sont séparés par les 72 loges VIP sur tout le pourtour du terrain. Le toit rétractable, constitué de fibre de verre recouverte de téflon, peut s'ouvrir ou bien protéger toute la surface du stade. L'aire de jeu amovible peut être sortie de l'enceinte du stade en quatre heures, ce qui permet de ne pas l'endommager durant les concerts et de favoriser la croissance de la pelouse dans des conditions naturelles. Le stade comporte quinze restaurants et trente-cinq cafés. Ces lieux de restauration ont la particularité d'être alimentés en bière par un réseau de distribution comportant cinq kilomètres de canalisations qui amènent le breuvage depuis un grand réservoir commun.
Enceinte ultra-moderne, le stade se voit décerner par l'UEFA la notation 5 étoiles le rendant apte à accueillir des grands matchs européens ou internationaux, comme une finale de Coupe d'Europe ou de Coupe du monde. C'est ainsi que l'Arena AufSchalke sera le théâtre de la finale de la Ligue des champions entre le FC Porto et l'AS Monaco remportée 3-0 par le club portugais. En plus d'être une vitrine pour le club, le stade est aussi une source de rentrée de devises. Le stade est loué régulièrement pour des évènements comme des concerts ou des fêtes. Le prix d'une location du stade est d'environ 150 000 euros.

## Personnalités

### Entraîneurs
| Nom                 | Période   |
| ------------------- | --------- |
| Heinz Ludewig       | 1925-1927 |
| Gustav Wieser       | 1928-1929 |
| Kurt Otto           | 1929-1930 |
| August Sobotka      | 1930-1931 |
| Hans Sauerwein      | 1931-1932 |
| Kurt Otto (2)       | 1932-1933 |
| Hans Schmidt        | 1933-1938 |
| Otto Faist          | 1938-1942 |
| Ernst Kuzorra       | 1946-1947 |
| Willi Schäfer       | 1947-1948 |
| Theo Langl          | 1948      |
| Ferdl Swatosch      | 1948-1949 |
| Fritz Szepan        | 1949-1954 |
| Edi Frühwirth       | 1954-1959 |
| Nándor Lengyel      | 1959-1960 |
| Georg Gawliczek     | 1960-1964 |
| Fritz Langner       | 1964-1967 |
| Karl-Heinz Marotzke | 1967      |
| Günter Brocker      | 1967-1968 |
| Rudi Gutendorf      | 1968-1970 |
| Slobodan Čendić     | 1970-1971 |
| Ivica Horvat        | 1971-1975 |
| Max Merkel          | 1975-1976 |
| Friedel Rausch      | 1976-1977 |
| Uli Maslo           | 1977-1978 |
| Ivica Horvat (2)    | 1978-1979 |
| Gyula Lóránt        | 1979      |

| Nom                 | Période   |
| ------------------- | --------- |
| Dietmar Schwager    | 1979-1980 |
| Fahrudin Jusufi     | 1980-1981 |
| Rudi Assauer        | 1981      |
| Siegfried Held      | 1981-1983 |
| Rudi Assauer (2)    | 1983      |
| Jürgen Sundermann   | 1983      |
| Diethelm Ferner     | 1983-1986 |
| Rolf Schafstall     | 1986-1987 |
| Horst Franz         | 1988      |
| Diethelm Ferner (2) | 1988-1989 |
| Helmut Kremers      | 1989      |
| Peter Neururer      | 1989-1990 |
| Klaus Fischer       | 1990-1991 |
| Aleksandar Ristic   | 1991-1992 |
| Klaus Fischer (2)   | 1992      |
| Udo Lattek          | 1992-1993 |
| Helmut Schulte      | 1993      |
| Jörg Berger         | 1993-1996 |
| Hubert Neu          | 1996      |
| Huub Stevens        | 1996-2002 |
| Frank Neubarth      | 2002-2003 |
| Marc Wilmots        | 2003      |
| Jupp Heynckes       | 2003-2004 |
| Eddy Achterberg     | 2004      |
| Ralf Rangnick       | 2004-2005 |
| Oliver Reck         | 2005-2006 |
| Mirko Slomka        | 2006-2008 |

| Nom                 | Période     |
| ------------------- | ----------- |
| Mike Büskens        | 2008        |
| Fred Rutten         | 2008-2009   |
| Mike Büskens (2)    | 2009        |
| Felix Magath        | 2009-2011   |
| Seppo Eichkorn      | 2011        |
| Ralf Rangnick (2)   | 2011        |
| Seppo Eichkorn (2)  | 2011        |
| Huub Stevens (2)    | 2011-2012   |
| Jens Keller         | 2012-2014   |
| Roberto Di Matteo   | 2014-2015   |
| André Breitenreiter | 2015-2016   |
| Markus Weinzierl    | 2016-2017   |
| Domenico Tedesco    | 2017-2019   |
| Huub Stevens (3)    | 2019        |
| David Wagner        | 2019-2020   |
| Manuel Baum         | 2020        |
| Huub Stevens (4)    | 2020        |
| Christian Gross     | 2020-2021   |
| Dimítrios Grammózis | 2021-2022   |
| Mike Büskens (3)    | 2022        |
| Frank Kramer        | 2022        |
| Thomas Reis         | 2022-2023   |
| Karel Geraerts      | 2023-2024   |
| Jakob Fimpel        | 2024        |
| Kees van Wonderen   | 2024-2025   |
| Miron Muslić        | Depuis 2025 |

#### Mirko Slomka(janvier 2006-avril 2008)

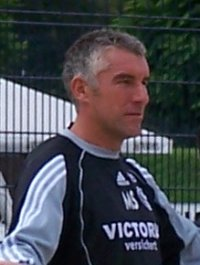
Mirko Slomka

Mirko Slomka a été nommé le 4 janvier 2006 à la surprise générale en remplacement de Ralf Rangnick licencié peu avant. Sa carrière de joueur qui s'étala de 1972 à 1991 reste très discrète puisqu'il a principalement joué pour des clubs modestes de divisions inférieures.
Il débute en tant qu'entraîneur en 1989 en prenant en charge l'équipe des jeunes de Hanovre 96. Il passe ensuite au Tennis Borussia Berlin et devient par la suite l'adjoint de Ralf Rangnick, encore à Hanovre 96 mais pour l'équipe première cette fois. Les deux hommes partent pour Schalke 04 en 2004.
Toutefois Rangnick est licencié le 12 décembre 2005 faute de résultats et c'est son adjoint qui lui succède. Il reprend le club et le fait remonter dans la hiérarchie, l'installant en quatrième position au classement final. Logiquement son contrat est prolongé jusqu'en juin 2007.
En 2007, il semble s'acheminer vers un premier titre en Bundesliga, mais ses hommes doivent s'incliner sur le fil face à Stuttgart pour deux points. Néanmoins il conserve la pleine confiance des dirigeants et a été confirmé jusqu'en juin 2009.
Ses débuts en tant qu'entraîneur à Schalke ont été assez agités : il s'était en effet attiré l'hostilité des joueurs pour avoir relégué le gardien titulaire de l'époque Frank Rost sur le banc au profit de Manuel Neuer. Un choix qui s'avérera finalement plutôt inspiré à la suite des prouesses de ce dernier.
Le 13 avril 2008, il est limogé à la suite de la déroute (défaite 1-5) subie à Brême. Déjà mis à mal dès le début de la nouvelle saison, ses relations avec certains joueurs (Kevin Kuranyi en particulier) étaient devenues exécrables. Accusé d'être trop coulant avec son effectif, ses résultats en avaient vite souffert, et seul son bon parcours en Ligue des Champions retarda l'inéluctable.

#### Fred Rutten(mai 2008-mars 2009)
Le Néerlandais qui entraînait jusque-là le FC Twente (Eredivisie aux Pays-Bas) en se faisant remarquer pour son jeu spectaculaire et offensif, est nommé à la tête de l'équipe. Il prend ses fonctions en juin 2008 et signe un contrat de deux ans pour 1,5 million d'euros par saison. Dès son entrée en service le Néerlandais entreprend de réorganiser entièrement l'équipe, notamment en changeant le style de jeu, très défensif jusque-là, pour le tourner davantage vers l'offensive. Cela s'accompagne également d'un profond remodelage de l'équipe avec les départs de certains joueurs contestés ou peu utilisés et d'une partie du staff.
Toutefois cela ne suffit pas à faire progresser l'équipe sur le plan des résultats. Le club s'enlise, est sorti de la Coupe d'Allemagne 2009 par Mayence 05, une équipe de seconde division (1-0) sur une énorme bourde de la défense. En championnat le niveau du club s'améliore quelque peu, en témoignent de belles prestations contre Wolfsburg et Hambourg, mais à chaque fois la défaite est au bout (2-3 pour les deux matchs) et la pression des associations de supporters se fait de plus en plus forte. Courant du mois de mars, Rutten annonce qu'il ne sera plus l'entraineur de Schalke 04 pour 2010 alors que théoriquement son contrat courait jusqu'à cette date. Néanmoins, le 26 mars 2009, la direction du club annonce le licenciement de Fred Rutten avec effet immédiat.

#### Felix Magath(juin 2009-18 mars 2011)

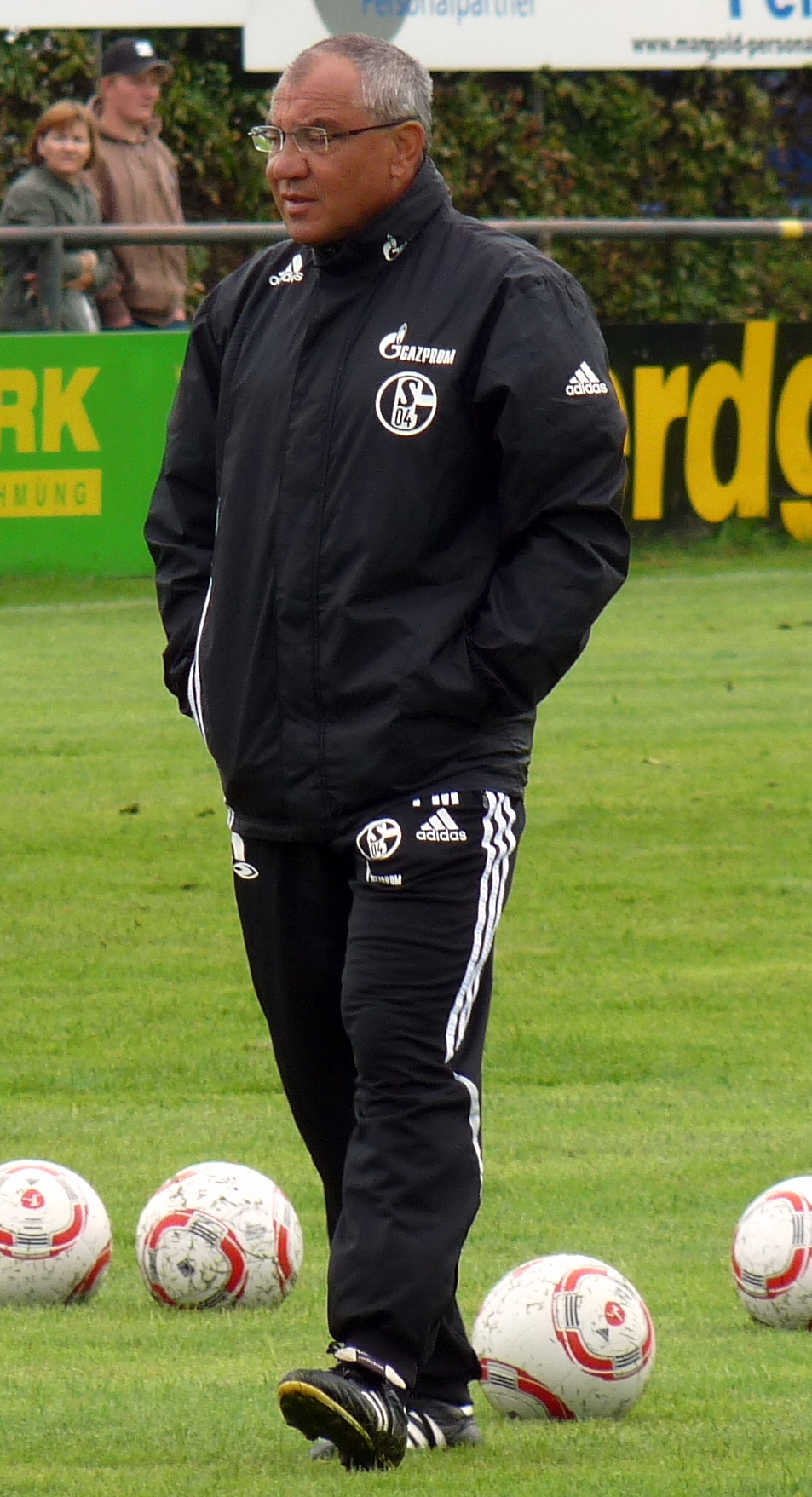
Magath, entraîneur de 2009 à 2011.

Le recrutement de Felix Magath, entraîneur champion en titre avec Wolfsburg, est le gros coup réalisé par Schalke 04 qui cherchait un nouvel entraîneur depuis l'éviction de Fred Rutten. L'ex-entraîneur de Wolfsburg reçoit les pleins pouvoirs (entraîneur, directeur sportif et directeur général) et prépare la saison avec une campagne d'entraînement très axée sur la condition physique, imposant trois séances d'entraînement quotidiennes. « Je n'avais encore jamais autant couru. Je suis obligé de faire une sieste chaque jour », expliqua l'attaquant Kevin Kuranyi. La discipline est également un point central du système Magath. Jefferson Farfan en a, par exemple, fait les frais. « C'est vraiment incroyable que Farfan ne comprenne toujours pas l'allemand. Cela fait plus d'un an qu'il est là maintenant. Je veux qu'il apprenne l'allemand dès que possible » déclara-t-il au quotidien Bild. Magath n'hésite pas non plus à dire ce qu'il pense et n'a pas peur des mots. Lors d'une rencontre de présaison, le nouvel homme fort de la Veltins-Arena a vertement tancé ses joueurs d'un cinglant « Vous n'avez que de la m…. dans la tête ! » Finalement, c'est peut-être Bordon, le défenseur brésilien qui résume le mieux la situation : « Nous n'avions pas de pilote à bord. Avec l'arrivée de Magath, tout a changé. »
La première saison de Magath est au-delà de toutes les espérances : Schalke 04 finit vice-champion après avoir été pratiquement candidat au titre toute la saison là où beaucoup attendaient une pénible saison de transition. Les méthodes chocs de Magath semblent efficaces malgré une dureté qui irrite certains joueurs comme Rafinha : « Pour un Brésilien, c’est dur de travailler avec lui. Après la façon dont il m’a traité, je pense que je peux devenir général dans l’armée brésilienne », a-t-il expliqué à Sport Bild. « Nous, les Brésiliens, on le dérange avec notre façon d’être. On rigole, on parle beaucoup alors que lui il est calme, concentré (…) J’ai parfois eu l’impression d’être à l’armée. » Néanmoins les résultats de Magath font de lui le nouvel homme fort de Gelsenkirchen.
La deuxième saison est en revanche très délicate, le club alternant le bon (qualification facile pour les huitièmes de finale de la Ligue des Champions) et le très mauvais (défaite 0-5 contre Kaiserslautern). L'équipe se montre très inconstante, la défense fébrile et pour la première fois des rumeurs faisant état d'un possible licenciement de Magath apparaissent. Le club réussit toutefois à atteindre les quarts de finale de la Ligue des Champions mais, le 18 mars, Félix Magath est officiellement remercié.

#### Ralf Rangnick(mars 2011-22 septembre 2011)
Ralf Rangnick pour son premier match de C1 à la tête du FC Schalke 04 le 5 avril 2011, écrase l'Inter Milan, tenant du titre, dans son fief de San Siro en match aller du quart-finale sur le score de 2-5, ce qui constitue une performance historique pour le club.
Il réussit ensuite à qualifier le club de Gelsenkirchen en demi-finale de la ligue des champions. En fin de saison, il fait gagner à Schalke la coupe d'Allemagne aux dépens du club de deuxième division Duisbourg, et la Supercoupe d'Allemagne face au grand rival, le Borussia Dortmund. Le 22 septembre, il démissionne pour raisons de santé, souffrant d'un syndrome d'épuisement physique.

#### Huub Stevens(septembre 2011-décembre 2012)
Le Néerlandais prend les rênes de Schalke 04 le 27 septembre 2011, quelques jours après la démission de Ralf Rangnick. Son contrat court jusque juin 2013. Après une bonne entame de la saison 2012-2013, Schalke s'effondre, concédant quatre défaites et deux nuls sur ses six derniers matchs. La défaite contre Fribourg (3-1) le 15 décembre 2012 sera la dernière du Néerlandais : il est limogé le lendemain.

#### Jens Keller(décembre 2012-octobre 2014)
Jens Keller commence sa carrière en Bundesliga en 2010, en prenant la succession de Bruno Labbadia à la tête du VfB Stuttgart.
Le 16 décembre 2012 Keller est nommé entraîneur des U-17 de Schalke 04. Lorsque Huub Stevens est remercié, Keller se voit proposer de lui succéder à la tête de l'équipe première avec un contrat courant jusqu'à la fin de la saison. Le 10 mai 2013 il signe un nouveau contrat courant jusque 2015.
Néanmoins, l'entame de la saison 2014-2015 est catastrophique. Après sept matchs de championnat le club de la Ruhr ne compte que deux victoires (dont une contre le Borussia Dortmund sur le score de 2-1) et stagne à la onzième place. En Ligue des Champions, le bilan est davantage contrasté avec un nul satisfaisant contre Chelsea mais le deuxième match de groupe contre le modeste Maribor, également conclu sur un nul (1-1), est difficilement explicable.
La défaite en championnat contre Hoffenheim scelle toutefois le destin de l'entraîneur de 43 ans qui est remercié dans la foulée.

#### Domenico Tedesco(2017-2019)
Le 9 juin 2017, Domenico Tedesco est engagé pour succéder à Markus Weinzierl. Même s'il n'a que 31 ans, il est considéré comme un technicien brillant. Il a obtenu son diplôme d'entraîneur avec la note maximale et contribua au sauvetage spectaculaire d'Erzgebirge Aue en Bundesliga 2, avec une moyenne de 1.82 point par matche, attirant sur lui l'intérêt de nombreux clubs.
Sa première saison à la tête des Knappen est une réussite complète puisque Schalke 04 termine deuxième du championnat avec un bilan très flatteur de 63 points (18 victoires, 9 nuls et 7 défaites) et un retour en Ligue des Champions. À la suite de ces bons résultats, il prolonge son contrat jusqu'en 2022.
Malheureusement, la dynamique s'inverse dès la saison suivante. À la peine en championnat, le club est éliminé sèchement de la Ligue des Champions dès la phase de poule, avec notamment une déroute face à Manchester City (0-7). Cette dernière défaite condamne Tedesco, qui est remercié dans la foulée. Huub Stevens est chargé d'assurer l'interim en attendant l'arrivée d'un nouvel entraîneur.

#### David Wagner(mai 2019 - septembre 2020)
Ancien joueur professionnel passé notamment par l'Eintracht Francfort (1990-1991), Mayence (1991-1995) ou Schalke (1995-1997), David Wagner hérite du poste d'entraîneur en mai 2019 à la suite du licenciement de Domenico Tedesco, Huub Stevens ayant seulement assuré l'intérim. Il paraphe un contrat de 3 saisons, courant normalement jusqu'au 30 juin 2022, pour sa première expérience comme entraîneur en première division après avoir entraîné l'équipe réserve du Borussia Dortmund et amené Huddersfield (Ligue 2 anglaise) en première division. La première partie de la saison 2019-2020 est un succès, à la trêve hivernale Schalke est à la 5e place, à quelques points des places pour la Ligue des Champions, malheureusement lors des matchs retours le club ne parvient plus à gagner et termine la saison à la 12e place.
L'entame de la saison 2020-2021 est même catastrophique avec une déroute (8-0) au Bayern Munich. La défaite la semaine suivante face au Werder Brême (3-1) scelle le sort de Wagner qui est limogé avec ses deux adjoints après les deux premières journées de championnat.

#### Christian Gross(décembre 2020 - mars 2021)
À la suite du licenciement de Manuel Baum Schalke fait appel à Christian Gross. Le Suisse, passé récemment par le club arabe d'Al Ahli et égyptien de Zamalek, avait aussi entraîné quelques années plus tôt les Young Boys de Berne, Stuttgart et Tottenham. Mais l'expérience dans la Ruhr ne dure que deux mois, les joueurs expérimentés du clubs réclamant son licenciement. D'après les informations publiées par le journal Bild, les joueurs reprochent au Zurichois son "incompétence", que ce soit par ses choix tactiques, la qualité de ses entrainements et même de se tromper dans le noms de ses joueurs. Début mars 2021, l'entraîneur est licencié à la suite de la lourde défaite (5-1) concédée à Stuttgart.

#### Dimítrios Grammózis(mars 2021 - mars 2022)
Dimitrios Grammozis devient le cinquième entraîneur de la saison à partir du 2 mars 2021, avec un contrat courant jusque 2022 et une prolongation automatique si le club remonte en Bundesliga en cas de relégation en fin de saison. Ancien joueur (Hambourg, Kaiserslautern, Cologne), il entraînait jusque-là le SV Darmstadt.

### Grands joueurs du passé

#### Onze du siècle
À l'initiative du club, les supporters de Schalke élisent au début de l'année 2000 l'équipe type du XXe siècle. Cette équipe, dite Jahrhundertelf ou onze du siècle, regroupe les meilleurs joueurs depuis la création du club en 1904 jusqu'en 2000.
Le gardien de but de cette sélection de joueurs est Norbert Nigbur, qui porte le maillot de Schalke de 1966 à 1976 et de 1979 à 1983 et remporte la Coupe d'Allemagne en 1972. Les défenseurs élus sont Rolf Rüssmann, Klaus Fichtel et Olaf Thon. Le milieu de terrain est composé de Fritz Szepan et Ernst Kuzorra (en), actifs dans la première moitié du XXe siècle, ainsi que Marc Wilmots et Ingo Anderbrügge, tous deux vainqueurs de la Coupe UEFA 1996-1997. Les trois attaquants sont Rüdiger Abramczik, Klaus Fischer et Reinhard Libuda, actifs notamment dans les années 1970. L'entraîneur de ce onze idéal est Huub Stevens.

#### Statistiques individuelles
| Nom                  | Matchs | Période au club        |
| -------------------- | ------ | ---------------------- |
| Klaus Fichtel        | 559    | 1965-1980 et 1984-1988 |
| Norbert Nigbur       | 458    | 1966-1976 et 1979-1983 |
| Olaf Thon            | 384    | 1983-1988 et 1994-2002 |
| Gerald Asamoah       | 381    | 1999-2010 et 2013-2015 |
| Bernhard Klodt       | 374    | 1948-1950 et 1950-1962 |
| Rolf Rüssmann        | 374    | 1969-1973 et 1974-1980 |
| Ingo Anderbrügge     | 360    | 1988-2000              |
| Herbert Lütkebohmert | 349    | 1968-1979              |
| Klaus Fischer        | 348    | 1970-1981              |
| Benedikt Höwedes     | 335    | 2007-2018              |

| Nom                 | Buts | Matchs | Période au club        |
| ------------------- | ---- | ------ | ---------------------- |
| Klaus Fischer       | 226  | 348    | 1970-1981              |
| Bernhard Klodt      | 141  | 374    | 1950-1962              |
| Klaas-Jan Huntelaar | 128  | 249    | 2010-2017 et 2021      |
| Ebbe Sand           | 103  | 282    | 1999-2006              |
| Ingo Anderbrügge    | 88   | 360    | 1988-2000              |
| Kevin Kuranyi       | 87   | 209    | 2005-2010              |
| Willi Koslowski     | 83   | 259    | 1955-1965              |
| Waldemar Gerhardt   | 78   | 170    | 1957-1965              |
| Olaf Thon           | 75   | 384    | 1983-1988 et 1994-2002 |
| Manfred Kreuz       | 71   | 251    | 1954-1968              |

#### Joueurs issus du centre de formation
Le centre de formation de Schalke 04 est un des plus prolifiques, ci-dessous une liste non exhaustive de joueurs ayant été formés au club ou passés par son centre de formation.
- Alexander Baumjohann
- Kerem Demirbay
- Julian Draxler
- Ralf Fährmann
- Marvin Friedrich
- Chris Führich
- İlkay Gündoğan
- Benedikt Höwedes
- Thilo Kehrer
- Pierre-Michel Lasogga
- Danny Latza
- Max Meyer
- Jens Lehmann
- Philipp Max
- Christoph Metzelder
- Manuel Neuer
- Alexander Nübel
- Assan Ouédraogo
- Mesut Özil
- Leroy Sané
- Malick Thiaw
- Olaf Thon
- Lars Unnerstall
- Timon Wellenreuther
- Sead Kolašinac
- Joël Matip
- Matthew Hoppe
- Weston McKennie
- Haji Wright
- Carlos Zambrano
- Marcel Lotka
- Donis Avdijaj
- Kaan Ayhan
- Ahmed Kutucu

## Effectif professionnel actuel
Le premier tableau liste l'effectif professionnel de Schalke 04 pour la saison 2025-2026. Le second recense les joueurs prêtés par le club lors de cette même saison.

## Aspects économiques

### Transferts records
| Arrivées |       |                      |         |                    |
| Rang     | Année | Joueur               | Montant | Provenance         |
| 1er      | 2016  | Breel Embolo         | 26,5 M€ | FC Bâle            |
| 2e       | 2017  | Nabil Bentaleb       | 19 M€   | Tottenham Hotspur  |
| 3e       | 2018  | Sebastian Rudy       | 16 M€   | Bayern Munich      |
| 4e       | 2019  | Ozan Kabak           | 15 M€   | VfB Stuttgart      |
| 5e       | 2010  | Klaas-Jan Huntelaar  | 14 M€   | AC Milan           |
| 6e       | 2017  | Yevhen Konoplyanka   | 12,5 M€ | Séville FC         |
| 7e       | 2010  | José Manuel Jurado   | 11 M€   | Atlético Madrid    |
| 7e       | 2018  | Suat Serdar          | 11 M€   | FSV Mayence        |
| 9e       | 2015  | Johannes Geis        | 10,5 M€ | FSV Mayence        |
| 10e      | 2008  | Jefferson Farfán     | 10 M€   | PSV Eindhoven      |
| 10e      | 2013  | Kevin-Prince Boateng | 10 M€   | AC Milan           |
| 10e      | 2018  | Omar Mascarell       | 10 M€   | Real Madrid        |
| 10e      | 2019  | Benito Raman         | 10 M€   | Fortuna Düsseldorf |

| Départs |       |                 |         |                     |
| Rang    | Année | Joueur          | Montant | Destination         |
| 1er     | 2016  | Leroy Sané      | 52 M€   | Manchester City     |
| 2e      | 2015  | Julian Draxler  | 43 M€   | VfL Wolfsburg       |
| 3e      | 2018  | Thilo Kehrer    | 37 M€   | Paris Saint-Germain |
| 4e      | 2011  | Manuel Neuer    | 30 M€   | Bayern Munich       |
| 5e      | 2021  | Weston McKennie | 26,4 M€ | Juventus FC         |
| 6e      | 2019  | Breel Embolo    | 11 M€   | Borussia M'gladbach |
| 7e      | 2024  | Assan Ouédraogo | 10 M€   | RB Leipzig          |
| 8e      | 2022  | Malick Thiaw    | 9,3 M€  | AC Milan            |
| 9e      | 2010  | Rafinha         | 8 M€    | Genoa CFC           |
| 9e      | 2021  | Suat Serdar     | 8 M€    | Hertha Berlin       |

### Finances
Le chiffre d'affaires de Schalke 04 pour l'année 2007 était le deuxième plus important du championnat allemand derrière le Bayern Munich avec un montant d'environ 100 millions d'euros, toutes primes comprises. À la base, les recettes annuelles du club tournent entre 60 et 66 millions d'euros. Schalke 04 s'était toutefois vu refuser son adhésion au G-14, l'organisation qui regroupait les clubs les plus riches et influents d'Europe. Le G-14 a par la suite été dissous en février 2008. Néanmoins, les résultats financiers du club devaient permettre d'achever le remboursement de l'Arena en 2015. Ainsi, la campagne 2007-2008 en Ligue des champions a rapporté environ 26 millions d'euros. Malgré une politique de transfert peu agressive, voire frileuse et malgré un déficit budgétaire assez important, Schalke 04 pouvait être considéré comme une grosse cylindrée européenne sur le plan financier.
Toutefois les finances du club s'effondrent subitement à partir de 2008. En loupant la qualification pour la Ligue des Champions cette année-là, le club creuse son déficit qui devient abyssal, ce à quoi s'ajoute un très mauvais championnat national et des éliminations rapides en Coupe nationale et Coupe de l'UEFA. Fin septembre 2009, le journal Financial Times Deutschland révèle que trois des quatre comptes bancaires utilisés par le club pour payer ses dettes sont vides. Bien que riche (13e club le plus riche du monde en 2008), Schalke 04 vivait au-dessus de ses moyens et sa dette atteint les 140 millions d'euros. Le club est principalement plombé par le remboursement du prêt de 85 millions d'euros accordé par Steffen Schlechter, un investisseur basé à Londres pour la construction du nouveau stade. Accordé à un taux d'intérêt élevé, le remboursement de ce prêt a asphyxié les finances du club lorsque celles-ci étaient déjà plombées par les mauvais résultats sportifs.
Le club est plongé dans la tourmente très rapidement, la licence du club étant menacée si Schalke n'arrivait pas à trouver une vingtaine de millions d'euros pour poursuivre sa saison. Le Schalke 04 vendra une partie des actions de son stade pour réunir la somme nécessaire à la poursuite du championnat et un plan d'assainissement des finances est élaboré. La fédération allemande de football (DFB) se saisira d'ailleurs du « dossier » du club et exigera d'ailleurs le plan d'assainissement cité plus haut. Ce plan prévoyait de passer par la vente de certains joueurs comme Manuel Neuer (pour la somme de 20 millions d'euros) et la non-reconduction de certains contrats coûteux comme celui de Kevin Kuranyi (4,8 millions d'euros de salaire annuel) ou de joueurs peu utilisés tels Gerald Asamoah ou Albert Streit.

### Le contratGazprom
Le 9 octobre 2006, le club signe un important contrat de sponsoring avec le leader mondial de la distribution du gaz, le géant russe Gazprom. Le gazier russe remplace ainsi la compagnie d'assurance Victoria sur le maillot du club et va apporter sur cinq ans la somme de 125 millions d'euros, soit l'un des plus gros contrats jamais passé dans le football allemand. Toutefois le club annonce qu'il entend bien rester indépendant et qu'il ne s'agit nullement des prémices d'une prise de contrôle par l'empire russe. Néanmoins des voix se font très vite entendre dans les coulisses pour critiquer ce partenariat. S'il apporte au club une confortable manne financière (bien venue étant donné l'endettement grave du club), la moralité de ce contrat est vite mise en cause. Gazprom reste une société aux pratiques jugées douteuses et ayant aux postes clés de son organigrammes des personnages aux passés troubles, voire criminels. Beaucoup y voient tout simplement de la part du gazier russe une façon de redorer son blason en Europe, et pour d'autres, les débuts d'une invasion de la mafia russe par le sport,. En revanche ce partenariat ne provoqua pratiquement aucune réaction dans le milieu du football allemand, et encore moins au niveau européen.
En 2009, Gazprom annonce qu'il prolonge son contrat jusqu'en 2017 (le contrat actuel courait jusqu'en 2012), apportant au passage une centaine de millions d'euros. Clemens Tönnies, président du club, conclu l'accord « à des conditions améliorées » lors d'un voyage à Moscou.
En février 2022, le contrat avec Gazprom est cassé à la suite de la guerre en Ukraine,.

### Rapprochement avec leZénith Saint-Pétersbourg
Dans la foulée du contrat signé avec Gazprom, le FC Schalke 04 s'est étroitement lié avec le club russe du Zénith Saint-Pétersbourg. Ce dernier est en effet soutenu par le géant du gaz. Ce rapprochement passe par des échanges au niveau des entraînements, un rapprochement commercial, des relations publiques et publicitaires en commun et des matchs amicaux entre autres.
C'est ainsi que les deux équipes se sont affrontées au cours d'un match amical dans l'Arena de Schalke le 20 janvier 2007. Pour l'occasion un gigantesque show avait été organisé avec distribution de maillots, de pulls et autres cadeaux à l'effigie du club pour les supporters.

## Anecdotes
- Le FC Schalke 04 entretient une très grande rivalité historique avec le Borussia Dortmund, les « chocs » entre les deux formations (le fameux Derby de la Ruhr ou Revierderby) étant un classique du championnat allemand.
- Le défunt pape Jean-Paul II avait été fait membre d'honneur du club pour une messe qu'il avait célébrée à l'ancien stade du club, le Parkstadion, en 1987.
- La mascotte du club s'appelle Erwin ou Ährwin.
- De nombreuses rumeurs infondées ont fait d'Adolf Hitler un supporter du club[26],[27].
- En mai 2016, le FC Schalke 04 rentre dans le système eSportif, sur le jeu League of Legends, en intégrant l'équipe de LCS Éléments [28]. En juin 2021, contraint par des difficultés financières dues à la relégation du club en 2.Bundesliga, la vente de l'équipe League of Legends et de sa place en LEC associée est actée pour la somme de 26 500 000€ [29].